# Liste des matchs de l'équipe du Guatemala de football par adversaire
Cette liste présente les matchs de l'équipe du Guatemala de football par adversaire rencontré.
- Haut – A
- B
- C
- D
- E
- F
- G
- H
- I
- J
- K
- L
- M
- N
- O
- P
- Q
- R
- S
- T
- U
- V
- W
- X
- Y
- Z

## A

### Afrique du Sud

#### Confrontations
Confrontations en matchs officiels entre l'Afrique du Sud et le Guatemala :
|   | Date            | Lieu      | Match                      | Score | Compétition           |
| - | --------------- | --------- | -------------------------- | ----- | --------------------- |
| 1 | 13 juillet 2005 | Houston   | Guatemala - Afrique du Sud | 1-1   | Gold Cup 2005 (gr. C) |
| 2 | 31 mai 2010     | Polokwane | Afrique du Sud - Guatemala | 5-0   | Match amical          |

#### Bilan
Au 15 août 2018 :
- Total de matchs disputés : 2
- Victoires de l'Afrique du Sud : 1
- Matchs nuls : 1
- Victoires du Guatemala : 0
- Total de buts marqués par l'Afrique du Sud : 6
- Total de buts marqués par le Guatemala : 1

### Anguilla

#### Confrontations
Confrontations en matchs officiels entre Anguilla et le Guatemala :
|   | Date             | Lieu       | Match                | Score | Compétition                                                  |
| - | ---------------- | ---------- | -------------------- | ----- | ------------------------------------------------------------ |
| 1 | 5 septembre 2019 | Guatemala  | Guatemala - Anguilla | 10-0  | Ligue des nations de la CONCACAF 2019-2020 (Ligue C - gr. C) |
| 2 | 12 octobre 2019  | The Valley | Anguilla - Guatemala | 0-5   | Ligue des nations de la CONCACAF 2019-2020 (Ligue C - gr. C) |

#### Bilan
Au 22 novembre 2019 :
- Total de matchs disputés : 2
- Victoires d'Anguilla : 0
- Match nul : 0
- Victoires du Guatemala : 2
- Total de buts marqués par Anguilla: 0
- Total de buts marqués par le Guatemala : 15

### Antigua-et-Barbuda

#### Confrontations
Confrontations en matchs officiels entre Antigua-et-Barbuda et le Guatemala :
|   | Date              | Lieu         | Match                          | Score | Compétition                                                          |
| - | ----------------- | ------------ | ------------------------------ | ----- | -------------------------------------------------------------------- |
| 1 | 11 juin 2000      | Saint John's | Antigua-et-Barbuda - Guatemala | 0-1   | Qualification pour la Coupe du monde 2002 (zone CONCACAF - 1er tour) |
| 2 | 17 juin 2000      | Guatemala    | Guatemala - Antigua-et-Barbuda | 8-1   | Qualification pour la Coupe du monde 2002 (zone CONCACAF - 1er tour) |
| 3 | 7 septembre 2012  | Guatemala    | Guatemala - Antigua-et-Barbuda | 3-1   | Éliminatoires de la Coupe du monde 2014 (zone CONCACAF, 3e tour)     |
| 4 | 11 septembre 2012 | Saint John's | Antigua-et-Barbuda - Guatemala | 0-1   | Éliminatoires de la Coupe du monde 2014 (zone CONCACAF, 3e tour)     |
| 5 | 4 septembre 2015  | Saint John's | Antigua-et-Barbuda - Guatemala | 1-0   | Éliminatoires de la Coupe du monde 2018 (zone CONCACAF, 3e tour)     |
| 6 | 8 septembre 2015  | Guatemala    | Guatemala - Antigua-et-Barbuda | 2-0   | Éliminatoires de la Coupe du monde 2018 (zone CONCACAF, 3e tour)     |
| 7 | 21 novembre 2019  | Coatepeque   | Guatemala - Antigua-et-Barbuda | 8-0   | Match amical                                                         |

#### Bilan
Au 22 novembre 2019 :
- Total de matchs disputés : 7
- Victoires d'Antigua-et-Barbuda : 1
- Matchs nuls : 0
- Victoires du Guatemala : 6
- Total de buts marqués par Antigua-et-Barbuda : 3
- Total de buts marqués par le Guatemala : 23

### Antilles néerlandaises
Confrontations entre les Antilles néerlandaises et le Guatemala en matchs officiels, :
|   | Date            | Lieu           | Match                              | Score | Compétition                                          |
| - | --------------- | -------------- | ---------------------------------- | ----- | ---------------------------------------------------- |
| 1 | 5 mars 1948     | Guatemala      | Guatemala - Antilles néerlandaises | 2-2   | Coupe CCCF 1948                                      |
| 2 | 18 mars 1948    | Guatemala      | Guatemala - Antilles néerlandaises | 2-2   | Coupe CCCF 1948                                      |
| 3 | 9 mars 1953     | San José       | Guatemala - Antilles néerlandaises | 1-1   | Coupe CCCF 1953                                      |
| 4 | 18 août 1955    | Tegucigalpa    | Guatemala - Antilles néerlandaises | 4-1   | Coupe CCCF 1955                                      |
| 5 | 6 avril 1965    | Guatemala      | Guatemala - Antilles néerlandaises | 3-2   | Championnat de la CONCACAF 1965 (tour final)         |
| 6 | 8 décembre 1969 | San José       | Guatemala - Antilles néerlandaises | 6-1   | Championnat de la CONCACAF 1969 (tour final)         |
| 7 | 5 décembre 1973 | Port-au-Prince | Guatemala - Antilles néerlandaises | 2-2   | Coupe des nations de la CONCACAF 1973 (phase finale) |

#### Bilan
- Total de matchs disputés : 7
- Victoires des Antilles néerlandaises : 0
- Victoires du Guatemala : 3
- Matchs nuls : 4
- Total de buts marqués par les Antilles néerlandaises : 11
- Total de buts marqués par le Guatemala : 20

### Argentine

#### Confrontations
Confrontations en matchs officiels entre le Guatemala et l'Argentine :
|   | Date             | Lieu        | Match                 | Score | Compétition  |
| - | ---------------- | ----------- | --------------------- | ----- | ------------ |
| 1 | 14 juin 2013     | Guatemala   | Guatemala - Argentine | 0-4   | Match amical |
| 2 | 7 septembre 2018 | Los Angeles | Argentine - Guatemala | 3-0   | Match amical |

#### Bilan
Au 11 septembre 2018 :
- Total de matchs disputés : 2
- Victoires de l'Argentine : 2
- Matchs nuls : 0
- Victoires du Guatemala : 0
- Total de buts marqués par l'Argentine : 7
- Total de buts marqués par le Guatemala : 0

### Arménie

#### Confrontations
Confrontations en matchs officiels entre l'Arménie et le Guatemala :
|   | Date           | Lieu        | Match               | Score | Compétition  |
| - | -------------- | ----------- | ------------------- | ----- | ------------ |
| 1 | 9 janvier 2000 | Los Angeles | Guatemala - Arménie | 1-1   | Match amical |
| 2 | 28 mai 2016    | Carson      | Guatemala - Arménie | 1-7   | Match amical |

#### Bilan
Au 15 août 2018 :
- Total de matchs disputés : 2
- Victoires de l'Arménie : 1
- Matchs nuls : 1
- Victoires du Guatemala : 0
- Total de buts marqués par l'Arménie : 8
- Total de buts marqués par le Guatemala : 2

### Aruba

#### Confrontations
Confrontations en matchs officiels entre Aruba et le Guatemala :
|   | Date         | Lieu        | Match             | Score | Compétition     |
| - | ------------ | ----------- | ----------------- | ----- | --------------- |
| 1 | 27 août 1955 | Tegucigalpa | Aruba - Guatemala | 1-0   | Coupe CCCF 1955 |

#### Bilan
Au 15 août 2018 :
- Total de matchs disputés : 1
- Victoires d'Aruba : 1
- Matchs nuls : 0
- Victoires du Guatemala : 0
- Total de buts marqués par Aruba : 1
- Total de buts marqués par le Guatemala : 0

## B

### Barbade

#### Confrontations
Confrontations entre le Guatemala et la Barbade en matchs officiels :
|   | Date            | Lieu           | Match               | Score | Compétition                                                          |
| - | --------------- | -------------- | ------------------- | ----- | -------------------------------------------------------------------- |
| 1 | 22 juillet 2000 | Quetzaltenango | Guatemala - Barbade | 2-0   | Qualification pour la Coupe du monde 2002 (deuxième tour - groupe 3) |
| 2 | 8 octobre 2000  | Bridgetown     | Barbade - Guatemala | 1-3   | Qualification pour la Coupe du monde 2002 (deuxième tour - groupe 3) |
| 3 | 25 mars 2007    | Bridgetown     | Barbade - Guatemala | 0-0   | Match amical                                                         |

#### Bilan
Au 15 août 2018 :
- Total de matchs disputés : 3
- Victoires de la Barbade : 0
- Matchs nuls : 1
- Victoires du Guatemala : 2
- Total de buts marqués par la Barbade : 1
- Total de buts marqués par le Guatemala : 5

### Belize

#### Confrontations
Confrontations entre le Belize et le Guatemala en matchs officiels :
|    | Date             | Lieu              | Match              | Score | Compétition                                                           |
| -- | ---------------- | ----------------- | ------------------ | ----- | --------------------------------------------------------------------- |
| 1  | 19 mars 2000     | San Pedro Sula    | Belize - Guatemala | 1-2   | Qualifications pour la Coupe du monde 2002 (Amérique centrale- gr. 1) |
| 2  | 19 mai 2000      | San Pedro Sula    | Guatemala - Belize | 0-0   | Qualifications pour la Coupe du monde 2002 (Amérique centrale- gr. 1) |
| 3  | 25 mai 2001      | La Ceiba          | Guatemala - Belize | 3-3   | Coupe UNCAF des nations 2001 (gr. B)                                  |
| 4  | 19 février 2005  | Guatemala         | Guatemala - Belize | 2-0   | Coupe UNCAF des nations 2005 (gr. A)                                  |
| 5  | 10 février 2007  | San Salvador      | Guatemala - Belize | 1-0   | Coupe UNCAF des nations 2007 (gr. A)                                  |
| 6  | 9 octobre 2010   | San José          | Guatemala - Belize | 4-2   | Match amical                                                          |
| 7  | 20 janvier 2013  | San José          | Belize - Guatemala | 0-0   | Copa Centroamericana 2013 (gr. A)                                     |
| 8  | 11 juin 2013     | Antigua Guatemala | Guatemala - Belize | 0-0   | Match amical                                                          |
| 9  | 6 septembre 2011 | Belmopan          | Belize - Guatemala | 1-2   | Éliminatoires de la Coupe du monde 2014 (zone CONCACAF, 2e tour)      |
| 10 | 11 octobre 2011  | Guatemala         | Guatemala - Belize | 3-1   | Éliminatoires de la Coupe du monde 2014 (zone CONCACAF, 2e tour)      |
| 11 | 7 septembre 2014 | Dallas            | Guatemala - Belize | 2-1   | Copa Centroamericana 2014 (gr. A)                                     |
| 12 | 5 juin 2022      | Guatemala         | Guatemala - Belize | 2-0   | Ligue des nations de la CONCACAF 2022-2023                            |

#### Bilan
Au 7 juillet 2022 :
- Total de matchs disputés : 12
- Victoires du Belize : 0
- Matchs nuls : 4
- Victoires du Guatemala : 9
- Total de buts marqués par le Belize : 9
- Total de buts marqués par le Guatemala : 21

### Bermudes

#### Confrontations
Confrontations entre les Bermudes et le Guatemala en matchs officiels :
|   | Date            | Lieu      | Match                | Score | Compétition                                                      |
| - | --------------- | --------- | -------------------- | ----- | ---------------------------------------------------------------- |
| 1 | 12 juin 2015    | Guatemala | Guatemala - Bermudes | 0-0   | Éliminatoires de la Coupe du monde 2018 (zone CONCACAF, 2e tour) |
| 2 | 15 juin 2015    | Hamilton  | Bermudes - Guatemala | 0-1   | Éliminatoires de la Coupe du monde 2018 (zone CONCACAF, 2e tour) |
| 3 | 15 octobre 2019 | Hamilton  | Guatemala - Bermudes | 0-0   | Match amical                                                     |

#### Bilan
Au 22 novembre 2019 :
- Total de matchs disputés : 3
- Victoires des Bermudes : 0
- Matchs nuls : 2
- Victoires du Guatemala : 1
- Total de buts marqués par les Bermudes : 0
- Total de buts marqués par le Guatemala : 1

### Bolivie

#### Confrontations
Confrontations entre le Guatemala et la Bolivie en matchs officiels :
|   | Date             | Lieu        | Match               | Score | Compétition  |
| - | ---------------- | ----------- | ------------------- | ----- | ------------ |
| 1 | 5 mars 1999      | Guatemala   | Guatemala - Bolivie | 0-3   | Match amical |
| 2 | 13 mars 1999     | San Diego   | Bolivie - Guatemala | 1-2   | US Cup 1999  |
| 3 | 13 novembre 2004 | Washington  | Guatemala - Bolivie | 1-0   | Match amical |
| 4 | 6 août 2008      | Washington  | Guatemala - Bolivie | 3-0   | Match amical |
| 5 | 28 mars 2011     | Mazatenango | Guatemala - Bolivie | 1-1   | Match amical |

#### Bilan
Au 15 août 2018 :
- Total de matchs disputés : 5
- Victoires de la Bolivie : 1
- Matchs nuls : 1
- Victoires du Guatemala : 3
- Total de buts marqués par la Bolivie : 5
- Total de buts marqués par le Guatemala : 7

### Brésil
Confrontations entre le Guatemala et le Brésil en matchs officiels :
|   | Date           | Lieu      | Match              | Score | Compétition   |
| - | -------------- | --------- | ------------------ | ----- | ------------- |
| 1 | 5 février 1998 | Miami     | Brésil - Guatemala | 1-1   | Gold Cup 1998 |
| 2 | 27 avril 2005  | São Paulo | Brésil - Guatemala | 3-0   | Match amical  |

#### Bilan
- Total de matchs disputés : 2
- Victoires de l'équipe du Brésil : 1
- Victoires de l'équipe du Guatemala : 0
- Match nul : 1

## C

### Canada

#### Confrontations
Confrontations entre le Guatemala et le Canada en matchs officiels :
|    | Date             | Lieu            | Match              | Score | Compétition                                                       |
| -- | ---------------- | --------------- | ------------------ | ----- | ----------------------------------------------------------------- |
| 1  | 2 septembre 1972 | Guatemala       | Guatemala - Canada | 2-2   | Match amical                                                      |
| 2  | 16 octobre 1977  | Mexico          | Canada - Guatemala | 2-1   | Coupe des nations de la CONCACAF 1977 (tour final)                |
| 3  | 11 novembre 1980 | Guatemala       | Guatemala - Canada | 0-1   | Match amical                                                      |
| 4  | 20 avril 1985    | Vancouver       | Canada - Guatemala | 2-1   | Coupe des nations de la CONCACAF 1985 (premier tour)              |
| 5  | 5 mai 1985       | Guatemala       | Guatemala - Canada | 1-1   | Coupe des nations de la CONCACAF 1985 (premier tour)              |
| 6  | 9 octobre 1988   | Guatemala       | Guatemala - Canada | 1-0   | Coupe des nations de la CONCACAF 1989 (tour préliminaire)         |
| 7  | 15 octobre 1988  | Vancouver       | Canada - Guatemala | 3-2   | Coupe des nations de la CONCACAF 1989 (tour préliminaire)         |
| 8  | 29 mai 1999      | Toronto         | Canada - Guatemala | 1-0   | Match amical                                                      |
| 9  | 2 juin 1999      | Edmonton        | Canada - Guatemala | 2-0   | Match amical                                                      |
| 10 | 18 août 2004     | Burnaby         | Canada - Guatemala | 0-2   | Éliminatoires de la Coupe du monde 2006 (zone CONCACAF - 3e tour) |
| 11 | 17 novembre 2004 | Guatemala       | Guatemala - Canada | 0-1   | Éliminatoires de la Coupe du monde 2006 (zone CONCACAF - 3e tour) |
| 12 | 16 juin 2007     | Foxborough      | Canada - Guatemala | 3-0   | Gold Cup 2007 (quart de finale)                                   |
| 13 | 30 juin 2009     | Oxnard          | Guatemala - Canada | 0-3   | Match amical                                                      |
| 14 | 27 mars 2015     | Fort Lauderdale | Canada - Guatemala | 1-0   | Match amical                                                      |

#### Bilan
Au 15 août 2018 :
- Total de matchs disputés : 14
- Victoires du Guatemala : 2
- Matchs nuls : 2
- Victoires du Canada : 10
- Total de buts marqués par le Guatemala : 10
- Total de buts marqués par le Canada : 22

### Chili

#### Confrontations
Confrontations entre le Guatemala et le Chili en matchs officiels.
|   | Date            | Lieu        | Match             | Score | Compétition    |
| - | --------------- | ----------- | ----------------- | ----- | -------------- |
| 1 | 5 mai 1989      | Los Angeles | Guatemala - Chili | 0-1   | Tournoi amical |
| 2 | 7 novembre 1997 | Antofagasta | Chili - Guatemala | 4-1   | Match amical   |
| 3 | 17 février 1999 | Guatemala   | Guatemala - Chili | 1-1   | Match amical   |
| 4 | 5 février 2000  | Guatemala   | Guatemala - Chili | 2-1   | Match amical   |
| 5 | 4 juin 2008     | Rancagua    | Chili - Guatemala | 2-0   | Match amical   |

#### Bilan
Au 15 août 2018 :
- Total de matchs disputés : 5
- Victoires du Chili : 3
- Victoires du Guatemala : 1
- Matchs nuls : 1
- Total de buts marqués par le Chili : 9
- Total de buts marqués par le Guatemala : 4

### Colombie

#### Confrontations
Confrontations entre le Guatemala et la Colombie en matchs officiels.
|   | Date              | Lieu         | Match                | Score | Compétition                                   |
| - | ----------------- | ------------ | -------------------- | ----- | --------------------------------------------- |
| 1 | 14 décembre 1946  | Barranquilla | Colombie - Guatemala | 4-2   | Jeux d'Amérique centrale et des Caraïbes 1946 |
| 2 | 27 février 1950   | Guatemala    | Guatemala - Colombie | 2-1   | Match amical                                  |
| 3 | 17 juillet 2003   | Miami        | Colombie - Guatemala | 1-1   | Gold Cup 2003 (gr. B)                         |
| 4 | 17 janvier 2005   | Los Angeles  | Colombie - Guatemala | 1-1   | Match amical                                  |
| 5 | 6 février 2013    | Miami        | Colombie - Guatemala | 4-1   | Match amical                                  |
| 6 | 24 septembre 2022 | Harrison     | Colombie - Guatemala | 4-1   | Match amical                                  |

#### Bilan
Au 27 septembre 2022 :
- Total de matchs disputés : 6
- Victoires de la Colombie : 6
- Victoires du Guatemala : 2
- Matchs nuls : 2
- Total de buts marqués par la Colombie : 15
- Total de buts marqués par le Guatemala : 8

### Corée du Sud

#### Confrontations
Confrontations entre le Guatemala et la Corée du Sud en matchs officiels.
|   | Date            | Lieu        | Match                    | Score | Compétition    |
| - | --------------- | ----------- | ------------------------ | ----- | -------------- |
| 1 | 29 juillet 1983 | Los Angeles | Guatemala - Corée du Sud | 1-1   | Match amical   |
| 2 | 3 août 1983     | Guatemala   | Guatemala - Corée du Sud | 2-1   | Match amical   |
| 3 | 3 juin 1984     | Pusan       | Corée du Sud - Guatemala | 2-0   | Tournoi amical |

#### Bilan
Au 15 août 2018 :
- Total de matchs disputés : 3
- Victoires de la Corée du Sud : 1
- Matchs nuls : 1
- Victoires du Guatemala : 1
- Total de buts marqués par la Corée du Sud : 4
- Total de buts marqués par le Guatemala : 3

### Costa Rica

#### Confrontations
Confrontations en matchs officiels entre le Costa Rica et le Guatemala :
|    | Date              | Lieu           | Match                  | Score | Compétition                                                                                     |
| -- | ----------------- | -------------- | ---------------------- | ----- | ----------------------------------------------------------------------------------------------- |
| 1  | 18 septembre 1921 | Guatemala      | Guatemala - Costa Rica | 0-6   | Match amical                                                                                    |
| 2  | 17 mars 1930      | La Havane      | Costa Rica - Guatemala | 8-1   | Jeux d'Amérique centrale et des Caraïbes de 1930 (gr. B)                                        |
| 3  | 25 mars 1935      | San Salvador   | Costa Rica - Guatemala | 4-3   | Jeux d'Amérique centrale et des Caraïbes de 1935 (tour final)                                   |
| 4  | 7 décembre 1943   | San Salvador   | Costa Rica - Guatemala | 2-3   | Coupe CCCF 1943                                                                                 |
| 5  | 16 décembre 1943  | San Salvador   | Costa Rica - Guatemala | 2-4   | Coupe CCCF 1943                                                                                 |
| 6  | 10 mars 1946      | San José       | Costa Rica - Guatemala | 1-4   | Coupe CCCF 1946                                                                                 |
| 7  | 16 décembre 1946  | Barranquilla   | Costa Rica - Guatemala | 6-0   | Jeux d'Amérique centrale et des Caraïbes de 1946 (tour final)                                   |
| 8  | 4 mars 1948       | Guatemala      | Guatemala - Costa Rica | 1-1   | Coupe CCCF 1948                                                                                 |
| 9  | 16 mars 1948      | Guatemala      | Guatemala - Costa Rica | 3-2   | Coupe CCCF 1948                                                                                 |
| 10 | 21 mars 1953      | San José       | Costa Rica - Guatemala | 3-0   | Coupe CCCF 1953                                                                                 |
| 11 | 24 juillet 1955   | San José       | Costa Rica - Guatemala | 9-1   | Match amical                                                                                    |
| 12 | 31 juillet 1955   | Guatemala      | Guatemala - Costa Rica | 3-1   | Match amical                                                                                    |
| 13 | 21 août 1955      | Tegucigalpa    | Guatemala - Costa Rica | 0-2   | Coupe CCCF 1955                                                                                 |
| 14 | 10 février 1957   | Guatemala      | Guatemala - Costa Rica | 2-6   | Tours préliminaires à la Coupe du monde de football 1958 : groupe Amérique centrale et Caraïbes |
| 15 | 17 février 1957   | San José       | Costa Rica - Guatemala | 3-1   | Tours préliminaires à la Coupe du monde de football 1958 : groupe Amérique centrale et Caraïbes |
| 16 | 21 août 1960      | San José       | Costa Rica - Guatemala | 3-2   | Éliminatoires de la Coupe du monde 1962 (zone CONCACAF - 1er tour)                              |
| 17 | 28 août 1960      | Guatemala      | Guatemala - Costa Rica | 4-4   | Éliminatoires de la Coupe du monde 1962 (zone CONCACAF - 1er tour)                              |
| 18 | 1er mars 1961     | San José       | Costa Rica - Guatemala | 4-2   | Coupe CCCF 1961                                                                                 |
| 19 | 28 mars 1965      | Guatemala      | Guatemala - Costa Rica | 0-0   | Championnat de la CONCACAF 1965 (tour final)                                                    |
| 20 | 27 novembre 1969  | San José       | Costa Rica - Guatemala | 1-1   | Championnat de la CONCACAF 1969 (tour final)                                                    |
| 21 | 15 octobre 1972   | Guatemala      | Guatemala - Costa Rica | 0-0   | Match amical                                                                                    |
| 22 | 12 novembre 1972  | San José       | Costa Rica - Guatemala | 1-1   | Match amical                                                                                    |
| 23 | 30 juin 1976      | Guatemala      | Guatemala - Costa Rica | 1-0   | Match amical                                                                                    |
| 24 | 5 décembre 1976   | San José       | Costa Rica - Guatemala | 0-0   | Coupe des nations de la CONCACAF 1977 (tour préliminaire)                                       |
| 25 | 12 décembre 1976  | Guatemala      | Guatemala - Costa Rica | 1-1   | Coupe des nations de la CONCACAF 1977 (tour préliminaire)                                       |
| 26 | 20 mai 1980       | Tegucigalpa    | Guatemala - Costa Rica | 0-0   | Match amical                                                                                    |
| 27 | 29 mai 1980       | San José       | Costa Rica - Guatemala | 2-1   | Match amical                                                                                    |
| 28 | 12 octobre 1980   | Guatemala      | Guatemala - Costa Rica | 0-0   | Coupe des nations de la CONCACAF 1981 (tour préliminaire)                                       |
| 29 | 26 novembre 1980  | San José       | Costa Rica - Guatemala | 0-3   | Coupe des nations de la CONCACAF 1981 (tour préliminaire)                                       |
| 30 | 17 février 1985   | Guatemala      | Guatemala - Costa Rica | 1-0   | Match amical                                                                                    |
| 31 | 6 mars 1985       | San José       | Costa Rica - Guatemala | 2-0   | Match amical                                                                                    |
| 32 | 6 janvier 1988    | Guatemala      | Guatemala - Costa Rica | 1-2   | Match amical                                                                                    |
| 33 | 2 mars 1988       | San José       | Costa Rica - Guatemala | 2-1   | Match amical                                                                                    |
| 34 | 23 février 1989   | Los Angeles    | Guatemala - Costa Rica | 3-2   | Match amical                                                                                    |
| 35 | 19 mars 1989      | Guatemala      | Guatemala - Costa Rica | 1-0   | Coupe des nations de la CONCACAF 1989 (tour final)                                              |
| 36 | 2 avril 1989      | San José       | Costa Rica - Guatemala | 2-1   | Coupe des nations de la CONCACAF 1989 (tour final)                                              |
| 37 | 2 juin 1991       | San José       | Costa Rica - Guatemala | 1-0   | Coupe UNCAF des nations 1991                                                                    |
| 38 | 29 juin 1991      | Pasadena       | Costa Rica - Guatemala | 2-0   | Gold Cup 1991 (gr. B)                                                                           |
| 39 | 17 novembre 1996  | San José       | Costa Rica - Guatemala | 3-0   | Éliminatoires de la Coupe du monde 1998 (zone CONCACAF - 2e tour)                               |
| 40 | 24 novembre 1996  | Los Angeles    | Guatemala - Costa Rica | 1-0   | Éliminatoires de la Coupe du monde 1998 (zone CONCACAF - 2e tour)                               |
| 41 | 16 avril 1997     | Guatemala      | Guatemala - Costa Rica | 1-1   | Coupe UNCAF des nations 1997 (gr. A)                                                            |
| 42 | 27 avril 1997     | Guatemala      | Guatemala - Costa Rica | 1-1   | Coupe UNCAF des nations 1997 (tour final)                                                       |
| 43 | 24 mars 1999      | San José       | Costa Rica - Guatemala | 1-0   | Coupe UNCAF des nations 1999 (tour final)                                                       |
| 44 | 15 août 2000      | Alajuela       | Costa Rica - Guatemala | 2-1   | Qualification pour la Coupe du monde 2002 (deuxième tour - groupe 3)                            |
| 45 | 15 novembre 2000  | Mazatenango    | Guatemala - Costa Rica | 2-1   | Qualification pour la Coupe du monde 2002 (deuxième tour - groupe 3)                            |
| 46 | 6 janvier 2001    | Miami          | Guatemala - Costa Rica | 2-5   | Qualification pour la Coupe du monde 2002 (deuxième tour - groupe 3)                            |
| 47 | 27 mai 2001       | San Pedro Sula | Costa Rica - Guatemala | 1-1   | Coupe UNCAF des nations 2001 (gr. B)                                                            |
| 48 | 1er juin 2001     | Tegucigalpa    | Costa Rica - Guatemala | 0-2   | Coupe UNCAF des nations 2001 (tour final)                                                       |
| 49 | 13 février 2003   | Panama         | Costa Rica - Guatemala | 1-1   | Coupe UNCAF des nations 2003 (tour final)                                                       |
| 50 | 5 septembre 2004  | Guatemala      | Guatemala - Costa Rica | 2-1   | Éliminatoires de la Coupe du monde 2006 (zone CONCACAF - 3e tour)                               |
| 51 | 9 octobre 2004    | San José       | Costa Rica - Guatemala | 5-0   | Éliminatoires de la Coupe du monde 2006 (zone CONCACAF - 3e tour)                               |
| 52 | 25 février 2005   | Guatemala      | Guatemala - Costa Rica | 0-4   | Coupe UNCAF des nations 2005 (demi-finale)                                                      |
| 53 | 8 juin 2005       | San José       | Costa Rica - Guatemala | 3-2   | Éliminatoires de la Coupe du monde 2006 (zone CONCACAF - tour final)                            |
| 54 | 12 octobre 2005   | Guatemala      | Guatemala - Costa Rica | 3-1   | Éliminatoires de la Coupe du monde 2006 (zone CONCACAF - tour final)                            |
| 55 | 25 janvier 2009   | Tegucigalpa    | Guatemala - Costa Rica | 1-3   | Coupe UNCAF des nations 2009 (gr. B)                                                            |
| 56 | 16 janvier 2011   | Panama         | Guatemala - Costa Rica | 0-2   | Copa Centroamericana 2011 (gr. B)                                                               |
| 57 | 25 mai 2012       | San José       | Costa Rica - Guatemala | 3-2   | Match amical                                                                                    |
| 58 | 1er juin 2012     | Guatemala      | Guatemala - Costa Rica | 1-0   | Match amical                                                                                    |
| 59 | 22 janvier 2013   | San José       | Costa Rica - Guatemala | 1-1   | Copa Centroamericana 2013 (gr. A)                                                               |
| 60 | 13 septembre 2014 | Los Angeles    | Guatemala - Costa Rica | 1-2   | Copa Centroamericana 2014 (finale)                                                              |
| 61 | 22 mars 2019      | Guatemala      | Guatemala - Costa Rica | 1-0   | Match amical                                                                                    |

#### Bilan
Au 29 mars 2019 :
- Total de matchs disputés : 61
- Victoires du Costa Rica : 29
- Matchs nuls : 15
- Victoires du Guatemala : 17
- Total de buts marqués par le Costa Rica : 126
- Total de buts marqués par le Guatemala : 76

### Cuba

#### Confrontations
Confrontations en matchs officiels entre Cuba et le Guatemala :
|    | Date              | Lieu              | Match            | Score | Compétition                                                       |
| -- | ----------------- | ----------------- | ---------------- | ----- | ----------------------------------------------------------------- |
| 1  | 27 mars 1935      | San Salvador      | Cuba - Guatemala | 2-1   | Jeux d'Amérique centrale et des Caraïbes 1935                     |
| 2  | 22 août 1955      | Tegucigalpa       | Cuba - Guatemala | 1-0   | Coupe CCCF 1955                                                   |
| 3  | 8 mars 1961       | San José          | Guatemala - Cuba | 2-0   | Coupe CCCF 1961                                                   |
| 4  | 30 avril 1988     | La Havane         | Cuba - Guatemala | 0-1   | Coupe des nations de la CONCACAF 1989 (tour préliminaire)         |
| 5  | 15 mai 1988       | Guatemala         | Guatemala - Cuba | 1-1   | Coupe des nations de la CONCACAF 1989 (tour préliminaire)         |
| 6  | 30 août 1996      | Guatemala         | Guatemala - Cuba | 1-1   | Match amical                                                      |
| 7  | 6 janvier 2001    | La Havane         | Cuba - Guatemala | 0-1   | Match amical                                                      |
| 8  | 9 janvier 2001    | La Havane         | Cuba - Guatemala | 0-0   | Match amical                                                      |
| 9  | 10 septembre 2008 | Guatemala         | Guatemala - Cuba | 4-1   | Éliminatoires de la Coupe du monde 2010 : zone CONCACAF (3e tour) |
| 10 | 15 octobre 2008   | La Havane         | Cuba - Guatemala | 2-1   | Éliminatoires de la Coupe du monde 2010 : zone CONCACAF (3e tour) |
| 11 | 23 août 2014      | Antigua Guatemala | Guatemala - Cuba | 1-0   | Match amical                                                      |
| 12 | 15 juillet 2015   | Charlotte         | Cuba - Guatemala | 1-0   | Gold Cup 2015 (gr. C)                                             |
| 13 | 15 août 2018      | Guatemala         | Guatemala - Cuba | 3-0   | Match amical                                                      |
| 14 | 18 août 2018      | Quetzaltenango    | Guatemala - Cuba | 1-0   | Match amical                                                      |
| 15 | 24 mars 2022      | Antigua           | Guatemala - Cuba | 1-0   | Match amical                                                      |

#### Bilan
Au 7 juillet 2022 :
- Total de matchs disputés : 15
- Victoires de l'équipe de Cuba : 4
- Match nul : 3
- Victoires de l'équipe du Guatemala : 8
- Total de buts marqués par Cuba : 9
- Total de buts marqués par le Guatemala : 18

### Curaçao

#### Confrontations
Confrontations en matchs officiels entre Curaçao et le Guatemala :
|   | Date             | Lieu         | Match               | Score | Compétition                                                                                     |
| - | ---------------- | ------------ | ------------------- | ----- | ----------------------------------------------------------------------------------------------- |
| 1 | 12 décembre 1946 | Barranquilla | Guatemala - Curaçao | 2-2   | Jeux d'Amérique centrale et des Caraïbes 1946                                                   |
| 2 | 11 mars 1950     | Guatemala    | Guatemala - Curaçao | 0-2   | Jeux d'Amérique centrale et des Caraïbes 1950                                                   |
| 3 | 10 mars 1957     | Guatemala    | Guatemala - Curaçao | 1-3   | Tours préliminaires à la Coupe du monde de football 1958 : groupe Amérique centrale et Caraïbes |

#### Bilan
Au 15 août 2018 :
- Total de matchs disputés : 3
- Victoires de Curaçao : 2
- Match nul : 1
- Victoires du Guatemala : 0
- Total de buts marqués par Curaçao : 7
- Total de buts marqués par le Guatemala : 3

## E

### Équateur

#### Confrontations
Confrontations entre le Guatemala et l'Équateur en matchs officiels.
|   | Date              | Lieu       | Match                | Score | Compétition    |
| - | ----------------- | ---------- | -------------------- | ----- | -------------- |
| 1 | 9 décembre 1984   | Guatemala  | Guatemala - Équateur | 1-0   | Match amical   |
| 2 | 24 mai 1992       | Guatemala  | Guatemala - Équateur | 1-1   | Match amical   |
| 3 | 25 mars 1997      | Guatemala  | Guatemala - Équateur | 0-0   | Match amical   |
| 4 | 4 février 1999    | Guatemala  | Guatemala - Équateur | 0-0   | Match amical   |
| 5 | 4 juin 1999       | Edmonton   | Équateur - Guatemala | 3-1   | Tournoi amical |
| 6 | 12 janvier 2002   | Guayaquil  | Équateur - Guatemala | 1-0   | Match amical   |
| 7 | 20 août 2003      | Ambato     | Équateur - Guatemala | 2-0   | Match amical   |
| 8 | 11 septembre 2018 | Bridgeview | Équateur - Guatemala | 2-0   | Match amical   |

#### Bilan
Au 13 septembre 2018 :
- Total de matchs disputés : 8
- Victoires de l'Équateur : 4
- Matchs nuls : 3
- Victoires du Guatemala : 1
- Total de buts marqués par l'Équateur : 9
- Total de buts marqués par le Guatemala : 3

### États-Unis

#### Confrontations
Confrontations en matchs officiels entre les États-Unis et le Guatemala :
|    | Date              | Lieu          | Match                  | Score | Compétition                                                          |
| -- | ----------------- | ------------- | ---------------------- | ----- | -------------------------------------------------------------------- |
| 1  | 18 septembre 1977 | Guatemala     | Guatemala - États-Unis | 3-1   | Match amical                                                         |
| 2  | 25 septembre 1977 | Guatemala     | Guatemala - États-Unis | 2-0   | Match amical                                                         |
| 3  | 14 octobre 1984   | Guatemala     | Guatemala - États-Unis | 4-0   | Match amical                                                         |
| 4  | 10 janvier 1988   | Guatemala     | Guatemala - États-Unis | 1-0   | Match amical                                                         |
| 5  | 13 janvier 1988   | Guatemala     | Guatemala - États-Unis | 0-1   | Match amical                                                         |
| 6  | 17 juin 1989      | New Britain   | États-Unis - Guatemala | 2-1   | Coupe des nations de la CONCACAF 1989 (tour final)                   |
| 7  | 8 octobre 1989    | Guatemala     | Guatemala - États-Unis | 0-0   | Coupe des nations de la CONCACAF 1989 (tour final)                   |
| 8  | 1er juillet 1991  | Pasadena      | États-Unis - Guatemala | 3-0   | Gold Cup 1991 (gr. B)                                                |
| 9  | 21 janvier 1996   | Los Angeles   | États-Unis - Guatemala | 3-0   | Gold Cup 1996 (match pour la 3e place)                               |
| 10 | 3 novembre 1996   | Washington    | États-Unis - Guatemala | 2-0   | Éliminatoires de la Coupe du monde 1998 (zone CONCACAF - 2e tour)    |
| 11 | 21 décembre 1996  | San Salvador  | Guatemala - États-Unis | 2-2   | Éliminatoires de la Coupe du monde 1998 (zone CONCACAF - 2e tour)    |
| 12 | 11 mars 1999      | Los Angeles   | États-Unis - Guatemala | 3-1   | US Cup 1999                                                          |
| 13 | 16 juillet 2000   | Mazatenango   | Guatemala - États-Unis | 1-1   | Qualification pour la Coupe du monde 2002 (deuxième tour - groupe 3) |
| 14 | 3 septembre 2000  | Washington    | États-Unis - Guatemala | 1-0   | Qualification pour la Coupe du monde 2002 (deuxième tour - groupe 3) |
| 15 | 30 mars 2005      | Birmingham    | États-Unis - Guatemala | 2-0   | Éliminatoires de la Coupe du monde 2006 (zone CONCACAF - tour final) |
| 16 | 7 septembre 2005  | Guatemala     | Guatemala - États-Unis | 0-0   | Éliminatoires de la Coupe du monde 2006 (zone CONCACAF - tour final) |
| 17 | 19 février 2006   | Frisco        | États-Unis - Guatemala | 4-0   | Match amical                                                         |
| 18 | 28 mars 2007      | Frisco        | États-Unis - Guatemala | 0-0   | Match amical                                                         |
| 19 | 7 juin 2007       | Carson        | États-Unis - Guatemala | 1-0   | Gold Cup 2007 (gr. B)                                                |
| 20 | 20 août 2008      | Guatemala     | Guatemala - États-Unis | 0-1   | Éliminatoires de la Coupe du monde 2010 : zone CONCACAF (3e tour)    |
| 21 | 19 novembre 2008  | Commerce City | États-Unis - Guatemala | 2-0   | Éliminatoires de la Coupe du monde 2010 : zone CONCACAF (3e tour)    |
| 22 | 12 juin 2012      | Guatemala     | Guatemala - États-Unis | 1-1   | Éliminatoires de la Coupe du monde 2014 (zone CONCACAF, 3e tour)     |
| 23 | 16 octobre 2012   | Kansas City   | États-Unis - Guatemala | 3-1   | Éliminatoires de la Coupe du monde 2014 (zone CONCACAF, 3e tour)     |
| 24 | 5 juillet 2013    | San Diego     | États-Unis - Guatemala | 6-0   | Match amical                                                         |
| 25 | 25 mars 2016      | Guatemala     | Guatemala - États-Unis | 2-0   | Éliminatoires de la Coupe du monde 2018 (zone CONCACAF, 4e tour)     |
| 26 | 29 mars 2016      | Columbus      | États-Unis - Guatemala | 4-0   | Éliminatoires de la Coupe du monde 2018 (zone CONCACAF, 4e tour)     |
| 27 | 3 juillet 2015    | Nashville     | États-Unis - Guatemala | 4-0   | Match amical                                                         |

#### Bilan
Au 15 août 2018 :
- Total de matchs disputés : 27
- Victoires des États-Unis : 16
- Match nul : 6
- Victoires du Guatemala : 5
- Total de buts marqués par les États-Unis : 47
- Total de buts marqués par le Guatemala : 19

## G

### Grenade

#### Confrontations
Confrontations entre le Guatemala et la Grenade en matchs officiels :
|   | Date             | Lieu          | Match               | Score | Compétition                                                      |
| - | ---------------- | ------------- | ------------------- | ----- | ---------------------------------------------------------------- |
| 1 | 13 juin 2011     | Harrison      | Guatemala - Grenade | 4-0   | Gold Cup 2011 (gr. B)                                            |
| 2 | 11 novembre 2011 | Guatemala     | Guatemala - Grenade | 3-0   | Éliminatoires de la Coupe du monde 2014 (zone CONCACAF, 2e tour) |
| 3 | 15 novembre 2011 | Saint-Georges | Grenade - Guatemala | 1-4   | Éliminatoires de la Coupe du monde 2014 (zone CONCACAF, 2e tour) |

#### Bilan
Au 15 août 2018 :
- Total de matchs disputés : 4
- Victoires de la Grenade : 0
- Matchs nuls : 0
- Victoires du Guatemala : 3
- Total de buts marqués par la Grenade : 1
- Total de buts marqués par le Guatemala : 11

### Guyana

#### Confrontations
Confrontations entre le Guatemala et le Guyana en matchs officiels :
|   | Date             | Lieu            | Match              | Score | Compétition                       |
| - | ---------------- | --------------- | ------------------ | ----- | --------------------------------- |
| 1 | 17 novembre 2010 | Kennesaw        | Guatemala - Guyana | 3-0   | Match amical                      |
| 2 | 29 février 2012  | Providence      | Guyana - Guatemala | 0-2   | Match amical                      |
| 3 | 3 juillet 2021   | Fort Lauderdale | Guatemala - Guyana | 4-0   | Éliminatoires de la Gold Cup 2021 |

#### Bilan
Au 14 juillet 2021 :
- Total de matchs disputés : 3
- Victoires du Guatemala : 6
- Matchs nuls : 0
- Victoires du Guyana : 0
- Total de buts marqués par le Guatemala : 9
- Total de buts marqués par le Guyana : 0

### Guyane

#### Confrontations
Confrontations en mantchs officiels entre Guatemala et le Guyane :
|   | Date        | Lieu    | Match              | Score | Compétition                                |
| - | ----------- | ------- | ------------------ | ----- | ------------------------------------------ |
| 1 | 2 juin 2022 | Cayenne | Guyane - Guatemala | 2-0   | Ligue des nations de la CONCACAF 2022-2023 |

#### Bilan
Au 27 septembre 2022 :
- Total de matchs disputés : 1
- Victoires du Guatemala : 2
- Matchs nuls : 0
- Victoires du Guyane : 0
- Total de buts marqués par le Guatemala : 2
- Total de buts marqués par le Guyane : 0

## H

### Haïti

#### Confrontations
Confrontations en matchs officiels entre Haïti et le Guatemala :
|    | Date             | Lieu            | Match             | Score | Compétition                                                        |
| -- | ---------------- | --------------- | ----------------- | ----- | ------------------------------------------------------------------ |
| 1  | 14 mars 1961     | San José        | Haïti - Guatemala | 3-1   | Coupe CCCF 1961                                                    |
| 2  | 31 mars 1965     | Guatemala       | Guatemala - Haïti | 3-0   | Championnat de la CONCACAF 1965 (tour final)                       |
| 3  | 12 mars 1967     | Tegucigalpa     | Guatemala - Haïti | 2-1   | Coupe des nations de la CONCACAF 1967 (tour final)                 |
| 4  | 8 décembre 1968  | Port-au-Prince  | Haïti - Guatemala | 2-0   | Éliminatoires de la Coupe du monde 1970 (zone CONCACAF - 1er tour) |
| 5  | 23 février 1969  | Guatemala       | Guatemala - Haïti | 1-1   | Éliminatoires de la Coupe du monde 1970 (zone CONCACAF - 1er tour) |
| 6  | 13 décembre 1973 | Port-au-Prince  | Haïti - Guatemala | 2-1   | Coupe des nations de la CONCACAF 1973 (tour final)                 |
| 7  | 12 octobre 1977  | Monterrey       | Haïti - Guatemala | 2-1   | Coupe des nations de la CONCACAF 1977 (tour final)                 |
| 8  | 12 juin 1980     |                 | Guatemala - Haïti | 1-2   | Match amical                                                       |
| 9  | 26 avril 1985    | Port-au-Prince  | Haïti - Guatemala | 0-1   | Coupe des nations de la CONCACAF 1985 (tour préliminaire)          |
| 10 | 15 mai 1985      | Guatemala       | Guatemala - Haïti | 4-0   | Coupe des nations de la CONCACAF 1985 (tour préliminaire)          |
| 11 | 3 juillet 2000   |                 | Guatemala - Haïti | 4-1   | Match amical                                                       |
| 12 | 5 mai 2004       | Guatemala       | Guatemala - Haïti | 1-0   | Match amical                                                       |
| 13 | 13 février 2005  | Fort Lauderdale | Guatemala - Haïti | 2-1   | Match amical                                                       |
| 14 | 16 août 2006     | Miami           | Guatemala - Haïti | 1-1   | Match amical                                                       |
| 15 | 23 avril 2008    | Guatemala       | Guatemala - Haïti | 1-0   | Match amical                                                       |
| 16 | 17 janvier 2009  | Fort Pierce     | Guatemala - Haïti | 1-0   | Match amical                                                       |
| 17 | 27 mars 2022     | Fort Lauderdale | Guatemala - Haïti | 2-1   | Match amical                                                       |

#### Bilan
Au 7 juillet 2022 :
- Total de matchs disputés : 17
- Victoires d'Haïti : 6
- Match nul : 2
- Victoires du Guatemala : 11
- Total de buts marqués par Haïti : 17
- Total de buts marqués par le Guatemala : 27

### Honduras

#### Confrontations
Confrontations en matchs officiels entre le Honduras et le Guatemala :
|    | Date              | Lieu            | Match                | Score           | Compétition                                                        |
| -- | ----------------- | --------------- | -------------------- | --------------- | ------------------------------------------------------------------ |
| 1  | 14 septembre 1921 | Guatemala       | Guatemala - Honduras | 9-0             | Match amical                                                       |
| 2  | 31 mars 1935      | San Salvador    | Honduras - Guatemala | 0-0             | Jeux d'Amérique centrale et des Caraïbes de 1935 (tour final)      |
| 3  | 28 février 1946   | San José        | Honduras - Guatemala | 5-3             | Coupe CCCF 1946                                                    |
| 4  | 6 mars 1950       | Guatemala       | Guatemala - Honduras | 0-1             | Jeux d'Amérique centrale et des Caraïbes de 1950 (gr. B)           |
| 5  | 14 mars 1950      | Guatemala       | Guatemala - Honduras | 1-0             | Jeux d'Amérique centrale et des Caraïbes de 1950 (tour final)      |
| 6  | 11 mars 1953      | San José        | Guatemala - Honduras | 1-0             | Coupe CCCF 1953                                                    |
| 7  | 25 août 1955      | Tegucigalpa     | Honduras - Guatemala | 1-0             | Coupe CCCF 1955                                                    |
| 8  | 25 septembre 1960 | Tegucigalpa     | Honduras - Guatemala | 1-1             | Éliminatoires de la Coupe du monde 1962 (zone CONCACAF - 1er tour) |
| 9  | 2 octobre 1960    | Guatemala       | Guatemala - Honduras | 0-2             | Éliminatoires de la Coupe du monde 1962 (zone CONCACAF - 1er tour) |
| 10 | 2 mars 1963       |                 | Guatemala - Honduras | 1-2             | Match amical                                                       |
| 11 | 10 mars 1963      |                 | Guatemala - Honduras | 2-1             | Match amical                                                       |
| 12 | 23 mars 1963      | San Salvador    | Honduras - Guatemala | 2-1             | Coupe des nations de la CONCACAF 1963 (gr. A)                      |
| 13 | 18 janvier 1967   | Guatemala       | Guatemala - Honduras | 3-1             | Match amical                                                       |
| 14 | 22 janvier 1967   | Tegucigalpa     | Honduras - Guatemala | 1-1             | Match amical                                                       |
| 15 | 5 mars 1967       | Tegucigalpa     | Honduras - Guatemala | 0-0             | Coupe des nations de la CONCACAF 1967 (tour final)                 |
| 16 | 4 octobre 1971    | Tegucigalpa     | Honduras - Guatemala | 1-0             | Coupe des nations de la CONCACAF 1971 (tour préliminaire)          |
| 17 | 7 octobre 1971    | Guatemala       | Guatemala - Honduras | 1-1             | Coupe des nations de la CONCACAF 1971 (tour préliminaire)          |
| 18 | 15 décembre 1973  | Port-au-Prince  | Honduras - Guatemala | 1-1             | Coupe des nations de la CONCACAF 1973 (tour final)                 |
| 19 | 16 juillet 1980   | Guatemala       | Guatemala - Honduras | 1-1             | Match amical                                                       |
| 20 | 26 octobre 1980   | Tegucigalpa     | Honduras - Guatemala | 0-0             | Coupe des nations de la CONCACAF 1981 (tour préliminaire)          |
| 21 | 7 décembre 1980   | Guatemala       | Guatemala - Honduras | 0-1             | Coupe des nations de la CONCACAF 1981 (tour préliminaire)          |
| 22 | 3 mai 1983        | Guatemala       | Guatemala - Honduras | 0-2             | Match amical                                                       |
| 23 | 3 octobre 1984    | Tegucigalpa     | Honduras - Guatemala | 1-0             | Match amical                                                       |
| 24 | 16 décembre 1984  | Guatemala       | Guatemala - Honduras | 1-0             | Match amical                                                       |
| 25 | 29 mai 1991       | San José        | Honduras - Guatemala | 0-0             | Coupe UNCAF des nations 1991                                       |
| 26 | 19 juillet 1992   | Guatemala       | Guatemala - Honduras | 0-0             | Éliminatoires de la Coupe du monde 1994 (zone CONCACAF - 1er tour) |
| 27 | 26 juillet 1992   | Tegucigalpa     | Honduras - Guatemala | 2-0             | Éliminatoires de la Coupe du monde 1994 (zone CONCACAF - 1er tour) |
| 28 | 3 décembre 1995   | Santa Ana       | Guatemala - Honduras | 0-2             | Coupe UNCAF des nations 1995 (gr. B)                               |
| 29 | 10 décembre 1995  | San Salvador    | Honduras - Guatemala | 3-0             | Coupe UNCAF des nations 1995 (finale)                              |
| 30 | 18 août 1996      | Los Angeles     | Guatemala - Honduras | 1-1             | Match amical                                                       |
| 31 | 25 avril 1997     | Guatemala       | Guatemala - Honduras | 1-0             | Coupe UNCAF des nations 1997 (tour final)                          |
| 32 | 17 novembre 1998  | Los Angeles     | Guatemala - Honduras | 3-3 (tab : 6-5) | Match amical                                                       |
| 33 | 28 mars 1999      | San José        | Honduras - Guatemala | 0-2             | Coupe UNCAF des nations 1999 (tour final)                          |
| 34 | 10 novembre 1999  | Guatemala       | Guatemala - Honduras | 1-1             | Match amical                                                       |
| 35 | 23 février 2003   | Panama          | Honduras - Guatemala | 1-2             | Coupe UNCAF des nations 2003 (tour final)                          |
| 36 | 22 juin 2003      | Carson          | Honduras - Guatemala | 2-1             | Match amical                                                       |
| 37 | 8 septembre 2004  | San Pedro Sula  | Honduras - Guatemala | 2-2             | Éliminatoires de la Coupe du monde 2006 (zone CONCACAF - 3e tour)  |
| 38 | 13 octobre 2004   | Guatemala       | Guatemala - Honduras | 1-0             | Éliminatoires de la Coupe du monde 2006 (zone CONCACAF - 3e tour)  |
| 39 | 23 février 2005   | Guatemala       | Guatemala - Honduras | 1-1             | Coupe UNCAF des nations 2005 (gr. A)                               |
| 40 | 7 octobre 2006    | Fort Lauderdale | Honduras - Guatemala | 3-2             | Match amical                                                       |
| 41 | 10 octobre 2006   | Atlanta         | Honduras - Guatemala | 2-1             | Match amical                                                       |
| 42 | 11 novembre 2007  | Miami           | Honduras - Guatemala | 1-0             | Match amical                                                       |
| 43 | 12 octobre 2010   | Los Angeles     | Honduras - Guatemala | 2-0             | Match amical                                                       |
| 44 | 18 janvier 2011   | Panama          | Honduras - Guatemala | 3-1             | Copa Centroamericana 2011 (gr. B)                                  |
| 45 | 6 juin 2011       | Carson          | Honduras - Guatemala | 0-0             | Gold Cup 2011 (gr. B)                                              |
| 46 | 10 septembre 2014 | Houston         | Honduras - Guatemala | 0-2             | Copa Centroamericana 2014 (gr. A)                                  |
| 47 | 8 octobre 2015    | Tegucigalpa     | Honduras - Guatemala | 1-1             | Match amical                                                       |
| 48 | 10 février 2016   | Guatemala       | Guatemala - Honduras | 3-1             | Match amical                                                       |
| 49 | 27 septembre 2022 | Houston         | Honduras - Guatemala | 2-1             | Match amical                                                       |

#### Bilan
Au 28 septembre 2022 :
- Total de matchs disputés : 49
- Victoires du Honduras : 21
- Matchs nuls : 17
- Victoires du Guatemala : 13
- Total de buts marqués par le Honduras : 59
- Total de buts marqués par le Guatemala : 53

## I

### Iran

#### Confrontations
Confrontations entre le Guatemala et l'Iran en matchs officiels.
|   | Date        | Lieu     | Match            | Score | Compétition    |
| - | ----------- | -------- | ---------------- | ----- | -------------- |
| 1 | 6 juin 1999 | Edmonton | Iran - Guatemala | 2-2   | Tournoi amical |

#### Bilan
Au 15 août 2018 :
- Total de matchs disputés : 1
- Victoires du Guatemala : 0
- Matchs nuls : 1
- Victoires de l'Iran : 0
- Total de buts marqués par le Guatemala : 2
- Total de buts marqués par l'Iran : 2

### Israël

#### Confrontations
Confrontations entre le Guatemala et Israël en matchs officiels.
|   | Date             | Lieu    | Match              | Score | Compétition  |
| - | ---------------- | ------- | ------------------ | ----- | ------------ |
| 1 | 15 novembre 2018 | Netanya | Israël - Guatemala | 7-0   | Match amical |

#### Bilan
Au 30 novembre 2018 :
- Total de matchs disputés : 1
- Victoires du Guatemala : 0
- Matchs nuls : 0
- Victoires d'Israël : 1
- Total de buts marqués par le Guatemala : 0
- Total de buts marqués par Israël : 7

## J

### Jamaïque

#### Confrontations
Confrontations entre le Guatemala et la Jamaïque en matchs officiels :
|    | Date             | Lieu            | Match                | Score | Compétition                                                      |
| -- | ---------------- | --------------- | -------------------- | ----- | ---------------------------------------------------------------- |
| 1  | 24 novembre 1969 | San José        | Guatemala - Jamaïque | 0-0   | Championnat de la CONCACAF 1969 (tour final)                     |
| 2  | 3 mars 1996      | Kingston        | Jamaïque - Guatemala | 2-0   | Match amical                                                     |
| 3  | 8 février 1998   | Los Angeles     | Guatemala - Jamaïque | 2-3   | Gold Cup 1998 (gr. A)                                            |
| 4  | 7 mars 1999      | Guatemala       | Guatemala - Jamaïque | 2-4   | Match amical                                                     |
| 5  | 31 octobre 2002  | Guatemala       | Guatemala - Jamaïque | 1-1   | Match amical                                                     |
| 6  | 15 juillet 2003  | Miami           | Guatemala - Jamaïque | 0-2   | Gold Cup 2003 (gr. B)                                            |
| 7  | 2 octobre 2004   | Fort Lauderdale | Jamaïque - Guatemala | 2-2   | Match amical                                                     |
| 8  | 20 avril 2005    | Atlanta         | Jamaïque - Guatemala | 1-0   | Match amical                                                     |
| 9  | 8 juillet 2005   | Carson          | Guatemala - Jamaïque | 3-4   | Gold Cup 2005 (gr. C)                                            |
| 10 | 1er octobre 2005 | Fort Lauderdale | Jamaïque - Guatemala | 2-1   | Match amical                                                     |
| 11 | 21 novembre 2007 | Kingston        | Jamaïque - Guatemala | 2-0   | Match amical                                                     |
| 12 | 10 juin 2011     | Miami           | Jamaïque - Guatemala | 2-0   | Gold Cup 2011 (gr. B)                                            |
| 13 | 8 juin 2012      | Kingston        | Jamaïque - Guatemala | 2-1   | Éliminatoires de la Coupe du monde 2014 (zone CONCACAF, 3e tour) |
| 14 | 12 octobre 2012  | Guatemala       | Guatemala - Jamaïque | 2-1   | Éliminatoires de la Coupe du monde 2014 (zone CONCACAF, 3e tour) |

#### Bilan
Au 15 août 2018 :
- Total de matchs disputés : 16
- Victoires du Guatemala : 1
- Matchs nuls : 3
- Victoires de la Jamaïque : 10
- Total de buts marqués par le Guatemala : 14
- Total de buts marqués par la Jamaïque : 28

### Japon
Confrontations entre le Guatemala et le Japon :
|   | Date             | Lieu  | Match             | Score | Compétition  |
| - | ---------------- | ----- | ----------------- | ----- | ------------ |
| 1 | 7 septembre 2010 | Osaka | Japon - Guatemala | 2-1   | Match amical |
| 2 | 6 septembre 2013 | Osaka | Japon - Guatemala | 3-0   | Match amical |

#### Bilan
Au 15 août 2018 :
- Total de matchs disputés : 2
- Victoires du Guatemala : 0
- Matchs nuls : 0
- Victoires du Japon : 2
- Total de buts marqués par le Guatemala : 1
- Total de buts marqués par le Japon : 5

## M

### Mexique

#### Confrontations
Confrontations en matchs officiels entre le Mexique et le Guatemala :
|    | Date             | Lieu             | Match               | Score           | Compétition                                                          |
| -- | ---------------- | ---------------- | ------------------- | --------------- | -------------------------------------------------------------------- |
| 1  | 1er janvier 1923 |                  | Guatemala - Mexique | 2-3             | Match amical                                                         |
| 2  | 4 janvier 1923   |                  | Guatemala - Mexique | 3-1             | Match amical                                                         |
| 3  | 7 janvier 1923   |                  | Guatemala - Mexique | 1-4             | Match amical                                                         |
| 4  | 9 décembre 1923  |                  | Mexique - Guatemala | 2-1             | Match amical                                                         |
| 5  | 12 décembre 1923 |                  | Mexique - Guatemala | 2-0             | Match amical                                                         |
| 6  | 16 décembre 1923 |                  | Mexique - Guatemala | 3-3             | Match amical                                                         |
| 7  | 28 mars 1935     | San Salvador     | Mexique - Guatemala | 5-1             | Jeux d'Amérique centrale et des Caraïbes de 1935 (tour final)        |
| 8  | 4 mars 1950      | Guatemala        | Guatemala - Mexique | 0-0             | Jeux d'Amérique centrale et des Caraïbes de 1950 (gr. B)             |
| 9  | 7 mars 1950      | Guatemala        | Guatemala - Mexique | 3-3             | Jeux d'Amérique centrale et des Caraïbes de 1950 (gr. B - barrage)   |
| 10 | 8 mars 1950      | Guatemala        | Guatemala - Mexique | 0-0             | Jeux d'Amérique centrale et des Caraïbes de 1950 (gr. B - barrage)   |
| 11 | 10 mars 1950     | Guatemala        | Guatemala - Mexique | 2-1             | Jeux d'Amérique centrale et des Caraïbes de 1950 (gr. B - barrage)   |
| 12 | 11 avril 1965    | Guatemala        | Guatemala - Mexique | 1-2             | Championnat de la CONCACAF 1965 (tour final)                         |
| 13 | 10 mars 1967     | Tegucigalpa      | Guatemala - Mexique | 1-0             | Coupe des nations de la CONCACAF 1967 (tour final)                   |
| 14 | 4 décembre 1969  | San José         | Guatemala - Mexique | 1-0             | Championnat de la CONCACAF 1969 (tour final)                         |
| 15 | 30 novembre 1973 | Port-au-Prince   | Mexique - Guatemala | 0-0             | Coupe des nations de la CONCACAF 1973 (tour final)                   |
| 16 | 19 octobre 1977  | Mexico           | Mexique - Guatemala | 2-1             | Coupe des nations de la CONCACAF 1977 (tour final)                   |
| 17 | 1er avril 1979   |                  | Guatemala - Mexique | 0-0             | Match amical                                                         |
| 18 | 15 avril 1980    | Guatemala        | Guatemala - Mexique | 2-4             | Match amical                                                         |
| 19 | 29 avril 1980    | Toluca           | Mexique - Guatemala | 2-2             | Match amical                                                         |
| 20 | 5 avril 1983     | Los Angeles      | Mexique - Guatemala | 2-0             | Match amical                                                         |
| 21 | 22 juillet 1984  |                  | Guatemala - Mexique | 1-3             | Match amical                                                         |
| 22 | 21 février 1989  | Los Angeles      | Mexique - Guatemala | 2-1             | Match amical                                                         |
| 23 | 14 janvier 1996  | San Diego        | Mexique - Guatemala | 1-0             | Gold Cup 1996 (gr. A)                                                |
| 24 | 19 janvier 1996  | San Diego        | Mexique - Guatemala | 1-0             | Gold Cup 1996 (demi-finale)                                          |
| 25 | 20 février 1997  | Fresno           | Mexique - Guatemala | 1-1             | Match amical                                                         |
| 26 | 18 novembre 1998 | Los Angeles      | Mexique - Guatemala | 2-2 (tab : 3-5) | Match amical                                                         |
| 27 | 17 février 2000  | Los Angeles      | Mexique - Guatemala | 1-1             | Gold Cup 2000 (gr. C)                                                |
| 28 | 21 janvier 2002  | Pasadena         | Mexique - Guatemala | 3-1             | Gold Cup 2002 (gr. A)                                                |
| 29 | 10 novembre 2004 | East Rutherford  | Mexique - Guatemala | 2-0             | Match amical                                                         |
| 30 | 4 juin 2005      | Guatemala        | Guatemala - Mexique | 0-2             | Éliminatoires de la Coupe du monde 2006 (zone CONCACAF - tour final) |
| 31 | 10 juillet 2005  | Los Angeles      | Mexique - Guatemala | 4-0             | Gold Cup 2005 (gr. C)                                                |
| 32 | 8 octobre 2005   | San Luis Potosí  | Mexique - Guatemala | 5-2             | Éliminatoires de la Coupe du monde 2006 (zone CONCACAF - tour final) |
| 33 | 17 octobre 2007  | Los Angeles      | Mexique - Guatemala | 2-3             | Match amical                                                         |
| 34 | 28 juin 2009     | San Diego        | Mexique - Guatemala | 0-0             | Match amical                                                         |
| 35 | 18 juin 2011     | East Rutherford  | Mexique - Guatemala | 2-1             | Gold Cup 2011 (quart de finale)                                      |
| 36 | 30 mai 2015      | Tuxtla Gutiérrez | Mexique - Guatemala | 3-0             | Match amical                                                         |
| 37 | 12 juillet 2015  | Glendale         | Guatemala - Mexique | 0-0             | Gold Cup 2015 (gr. C)                                                |

#### Bilan
Au 15 août 2018 :
- Total de matchs disputés : 37
- Victoires du Mexique : 20
- Matchs nuls : 12
- Victoires du Guatemala : 5
- Total de buts marqués par le Mexique : 70
- Total de buts marqués par le Guatemala : 37

## N

### Nicaragua

#### Confrontations
Confrontations en matchs officiels entre le Nicaragua et le Guatemala :
|    | Date             | Lieu              | Match                 | Score | Compétition                                                        |
| -- | ---------------- | ----------------- | --------------------- | ----- | ------------------------------------------------------------------ |
| 1  | 9 décembre 1943  | San Salvador      | Guatemala - Nicaragua | 6-2   | Coupe CCCF 1943                                                    |
| 2  | 19 décembre 1943 | San Salvador      | Guatemala - Nicaragua | 5-1   | Coupe CCCF 1943                                                    |
| 3  | 7 mars 1946      | San José          | Guatemala - Nicaragua | 7-0   | Coupe CCCF 1946                                                    |
| 4  | 21 mars 1953     | San José          | Guatemala - Nicaragua | 1-0   | Coupe CCCF 1953                                                    |
| 5  | 27 mars 1963     | San Salvador      | Guatemala - Nicaragua | 3-1   | Coupe des nations de la CONCACAF 1963 (gr. A)                      |
| 6  | 15 février 1967  | Guatemala         | Guatemala - Nicaragua | 3-1   | Coupe des nations de la CONCACAF 1967 (tour préliminaire)          |
| 7  | 15 mars 1967     | Tegucigalpa       | Guatemala - Nicaragua | 2-0   | Coupe des nations de la CONCACAF 1967 (tour final)                 |
| 8  | 7 juin 1992      |                   | Guatemala - Nicaragua | 7-1   | Match amical                                                       |
| 9  | 5 mai 1996       | Diriamba          | Nicaragua - Guatemala | 0-1   | Éliminatoires de la Coupe du monde 1998 (zone CONCACAF - 1er tour) |
| 10 | 10 mai 1996      | Guatemala         | Guatemala - Nicaragua | 2-1   | Éliminatoires de la Coupe du monde 1998 (zone CONCACAF - 1er tour) |
| 11 | 20 avril 1997    | Guatemala         | Guatemala - Nicaragua | 6-1   | Coupe UNCAF des nations 1997 (gr. A)                               |
| 12 | 24 mars 1999     | San José          | Guatemala - Nicaragua | 1-0   | Coupe UNCAF des nations 1999 (gr. B)                               |
| 13 | 18 février 2003  | Panama            | Guatemala - Nicaragua | 5-0   | Coupe UNCAF des nations 2003 (tour final)                          |
| 14 | 21 février 2005  | Guatemala         | Guatemala - Nicaragua | 4-0   | Coupe UNCAF des nations 2005 (gr. A)                               |
| 15 | 8 février 2007   | San Salvador      | Guatemala - Nicaragua | 1-0   | Coupe UNCAF des nations 2007 (gr. A)                               |
| 16 | 29 janvier 2009  | Tegucigalpa       | Nicaragua - Guatemala | 2-0   | Coupe UNCAF des nations 2009 (match pour la 5e place)              |
| 17 | 4 septembre 2010 | Fort Lauderdale   | Guatemala - Nicaragua | 5-0   | Match amical                                                       |
| 18 | 21 janvier 2011  | Panama            | Nicaragua - Guatemala | 1-2   | Copa Centroamericana 2011 (match pour la 5e place)                 |
| 19 | 18 janvier 2013  | San José          | Guatemala - Nicaragua | 1-1   | Copa Centroamericana 2013 (gr. A)                                  |
| 20 | 14 août 2014     | Antigua Guatemala | Guatemala - Nicaragua | 3-0   | Match amical                                                       |
| 21 | 26 mars 2019     | Managua           | Nicaragua - Guatemala | 0-1   | Match amical                                                       |

#### Bilan
Au 29 mars 2019 :
- Total de matchs disputés : 21
- Victoires du Nicaragua: 1
- Matchs nuls : 1
- Victoires du Guatemala : 19
- Total de buts marqués par le Nicaragua : 12
- Total de buts marqués par le Guatemala : 66

### Norvège

#### Confrontations
Confrontations entre le Guatemala et la Norvège en matchs officiels :
|   | Date             | Lieu      | Match               | Score | Compétition  |
| - | ---------------- | --------- | ------------------- | ----- | ------------ |
| 1 | 16 novembre 1969 | Guatemala | Guatemala - Norvège | 1-3   | Match amical |

#### Bilan
Au 15 août 2018 :
- Total de matchs disputés : 1
- Victoires de la Norvège : 1
- Matchs nuls : 0
- Victoires du Guatemala :0
- Total de buts marqués par la Norvège : 3
- Total de buts marqués par le Guatemala : 1

## P

### Panama

#### Confrontations
Confrontations en matchs officiels entre le Panama et le Guatemala :
|    | Date              | Lieu            | Match              | Score | Compétition                                                          |
| -- | ----------------- | --------------- | ------------------ | ----- | -------------------------------------------------------------------- |
| 1  | 13 mars 1946      | San José        | Panama - Guatemala | 3-3   | Coupe CCCF 1946                                                      |
| 2  | 9 décembre 1946   | Barranquilla    | Panama - Guatemala | 4-2   | Jeux d'Amérique centrale et des Caraïbes 1946                        |
| 3  | 9 mars 1948       | Guatemala       | Guatemala - Panama | 4-3   | Coupe CCCF 1948                                                      |
| 4  | 21 mars 1948      | Guatemala       | Guatemala - Panama | 4-5   | Coupe CCCF 1948                                                      |
| 5  | 17 mars 1953      | San José        | Panama - Guatemala | 2-2   | Coupe CCCF 1953                                                      |
| 6  | 4 mars 1961       | San José        | Guatemala - Panama | 2-0   | Coupe CCCF 1961                                                      |
| 7  | 25 mars 1963      | San Salvador    | Panama - Guatemala | 2-2   | Coupe des nations de la CONCACAF 1963 (gr. A)                        |
| 8  | 28 février 1966   |                 | Panama - Guatemala | 0-1   | Match amical                                                         |
| 9  | 13 février 1967   | Guatemala       | Guatemala - Panama | 3-1   | Coupe des nations de la CONCACAF 1967 (tour préliminaire)            |
| 10 | 1er août 1975     |                 | Panama - Guatemala | 2-0   | Match amical                                                         |
| 11 | 17 septembre 1976 | Panama          | Panama - Guatemala | 2-4   | Coupe des nations de la CONCACAF 1977 (tour préliminaire)            |
| 12 | 26 septembre 1976 | Guatemala       | Guatemala - Panama | 7-0   | Coupe des nations de la CONCACAF 1977 (tour préliminaire)            |
| 13 | 2 juillet 1980    | Panama          | Panama - Guatemala | 0-2   | Coupe des nations de la CONCACAF 1981 (tour préliminaire)            |
| 14 | 16 novembre 1980  | Guatemala       | Guatemala - Panama | 5-0   | Coupe des nations de la CONCACAF 1981 (tour préliminaire)            |
| 15 | 29 mars 1985      | Panama          | Panama - Guatemala | 0-0   | Match amical                                                         |
| 16 | 1er décembre 1995 | Santa Ana       | Guatemala - Panama | 1-0   | Coupe UNCAF des nations 1995 (gr. B)                                 |
| 17 | 4 août 1996       | Guatemala       | Guatemala - Panama | 1-0   | Match amical                                                         |
| 18 | 14 août 1996      | Panama          | Panama - Guatemala | 1-0   | Match amical                                                         |
| 19 | 19 janvier 2000   | Panama          | Panama - Guatemala | 2-0   | Match amical                                                         |
| 20 | 26 janvier 2000   | Guatemala       | Guatemala - Panama | 1-1   | Match amical                                                         |
| 21 | 21 février 2001   | Panama          | Panama - Guatemala | 2-2   | Match amical                                                         |
| 22 | 3 juin 2001       | San Pedro Sula  | Panama - Guatemala | 1-3   | Coupe UNCAF des nations 2001 (tour final)                            |
| 23 | 16 février 2003   | Panama          | Panama - Guatemala | 2-0   | Coupe UNCAF des nations 2003 (tour final)                            |
| 24 | 1er mai 2004      | Guatemala       | Guatemala - Panama | 1-2   | Match amical                                                         |
| 25 | 23 juillet 2004   | Panama          | Panama - Guatemala | 1-1   | Match amical                                                         |
| 26 | 9 février 2005    | Panama          | Panama - Guatemala | 0-0   | Éliminatoires de la Coupe du monde 2006 (zone CONCACAF - tour final) |
| 27 | 27 février 2005   | Guatemala       | Guatemala - Panama | 3-0   | Coupe UNCAF des nations 2005 (match pour la 3e place)                |
| 28 | 17 août 2005      | Guatemala       | Guatemala - Panama | 2-1   | Éliminatoires de la Coupe du monde 2006 (zone CONCACAF - tour final) |
| 29 | 6 septembre 2006  | Guatemala       | Guatemala - Panama | 1-2   | Match amical                                                         |
| 30 | 16 février 2007   | San Salvador    | Panama - Guatemala | 2-0   | Coupe UNCAF des nations 2007 (demi-finale)                           |
| 31 | 22 août 2007      | Panama          | Panama - Guatemala | 2-1   | Match amical                                                         |
| 32 | 1er juin 2008     | Fort Lauderdale | Panama - Guatemala | 1-0   | Match amical                                                         |
| 33 | 27 janvier 2009   | Tegucigalpa     | Panama - Guatemala | 1-0   | Coupe UNCAF des nations 2009 (gr. B)                                 |
| 34 | 10 janvier 2013   | Panama          | Panama - Guatemala | 3-0   | Match amical                                                         |
| 35 | 13 janvier 2013   | Panama          | Panama - Guatemala | 2-0   | Match amical                                                         |
| 36 | 25 janvier 2013   | San José        | Panama - Guatemala | 3-1   | Copa Centroamericana 2013 (match pour la 5e place)                   |
| 37 | 10 août 2016      | Panama          | Panama - Guatemala | 0-0   | Match amical                                                         |

#### Bilan
Au 15 août 2018 :
- Total de matchs disputés : 37
- Victoires du Panama : 15
- Matchs nuls : 9
- Victoires du Guatemala : 13
- Total de buts marqués par le Panama : 54
- Total de buts marqués par le Guatemala : 59

### Paraguay

#### Confrontations
Confrontations entre le Guatemala et le Paraguay en matchs officiels.
|    | Date             | Lieu        | Match                | Score | Compétition    |
| -- | ---------------- | ----------- | -------------------- | ----- | -------------- |
| 1  | 10 mai 1965      | Guatemala   | Guatemala - Paraguay | 1-4   | Match amical   |
| 2  | 14 mai 1965      | Guatemala   | Guatemala - Paraguay | 3-0   | Match amical   |
| 3  | 7 mai 1989       | Miami       | Paraguay - Guatemala | 2-1   | Tournoi amical |
| 4  | 3 mars 1999      | Guatemala   | Guatemala - Paraguay | 2-3   | Tournoi amical |
| 5  | 15 octobre 1999  | Guatemala   | Guatemala - Paraguay | 0-0   | Match amical   |
| 6  | 23 janvier 2005  | Los Angeles | Paraguay - Guatemala | 2-1   | Match amical   |
| 7  | 22 février 2012  | Asuncion    | Paraguay - Guatemala | 2-1   | Match amical   |
| 8  | 25 avril 2012    | Guatemala   | Guatemala - Paraguay | 0-1   | Match amical   |
| 9  | 15 août 2012     | Washington  | Guatemala - Paraguay | 3-3   | Match amical   |
| 10 | 14 novembre 2012 | Luque       | Paraguay - Guatemala | 3-1   | Match amical   |
| 11 | 9 juin 2019      | Asuncion    | Paraguay - Guatemala | 2-0   | Match amical   |

#### Bilan
Au 16 juin 2019 :
- Total de matchs disputés : 11
- Victoires du Paraguay : 8
- Victoires du Guatemala : 1
- Matchs nuls : 2
- Total de buts marqués par le Paraguay : 22
- Total de buts marqués par le Guatemala : 13

### Pérou

#### Confrontations
Confrontations entre le Guatemala et le Pérou en matchs officiels.
|   | Date            | Lieu          | Match             | Score | Compétition  |
| - | --------------- | ------------- | ----------------- | ----- | ------------ |
| 1 | 4 mars 1973     | Lima          | Pérou - Guatemala | 5-1   | Match amical |
| 2 | 2 juillet 2003  | San Francisco | Pérou - Guatemala | 2-1   | Match amical |
| 3 | 27 août 2003    | Lima          | Pérou - Guatemala | 0-0   | Match amical |
| 4 | 14 octobre 2014 | Lima          | Pérou - Guatemala | 1-0   | Match amical |

#### Bilan
Au 15 août 2018 :
- Total de matchs disputés : 4
- Victoires du Pérou : 3
- Victoires du Guatemala : 0
- Matchs nuls : 1
- Total de buts marqués par le Pérou : 8
- Total de buts marqués par le Guatemala : 2

### Pologne

#### Confrontations
Confrontations entre le Guatemala et la Pologne en matchs officiels.
|   | Date            | Lieu      | Match               | Score | Compétition  |
| - | --------------- | --------- | ------------------- | ----- | ------------ |
| 1 | 12 février 1989 | Guatemala | Guatemala - Pologne | 0-1   | Match amical |
| 2 | 5 juillet 1992  | Guatemala | Guatemala - Pologne | 2-2   | Match amical |

#### Bilan
- Total de matchs disputés : 2
- Victoires de l'équipe de Pologne : 1
- Victoires de l'équipe du Guatemala : 0
- Matchs nuls : 1

### Porto Rico

#### Confrontations
Confrontations en matchs officiels entre Porto Rico et le Guatemala :
|   | Date              | Lieu         | Match                  | Score | Compétition                                                  |
| - | ----------------- | ------------ | ---------------------- | ----- | ------------------------------------------------------------ |
| 1 | 19 décembre 1946  | Barranquilla | Guatemala - Porto Rico | 4-1   | Jeux d'Amérique centrale et des Caraïbes 1946                |
| 2 | 10 septembre 2019 | Bayamón      | Porto Rico - Guatemala | 0-5   | Ligue des nations de la CONCACAF 2019-2020 (Ligue C - gr. C) |
| 3 | 16 novembre 2019  | Guatemala    | Guatemala - Porto Rico | 5-0   | Ligue des nations de la CONCACAF 2019-2020 (Ligue C - gr. C) |

#### Bilan
Au 20 novembre 2019 :
- Total de matchs disputés : 3
- Victoires de Porto Rico : 0
- Match nul : 0
- Victoires du Guatemala : 3
- Total de buts marqués par Porto Rico : 1
- Total de buts marqués par le Guatemala : 14

## R

### République dominicaine

#### Confrontations
Confrontations en matchs officiels entre la République dominicaine et le Guatemala :
|   | Date         | Lieu                       | Match                              | Score | Compétition                                |
| - | ------------ | -------------------------- | ---------------------------------- | ----- | ------------------------------------------ |
| 1 | 14 août 2019 | Santiago de los Caballeros | République dominicaine - Guatemala | 0-0   | Match amical                               |
| 2 | 10 juin 2022 | Santo Domingo              | République dominicane - Guatemala  | 1-1   | Ligue des nations de la CONCACAF 2022-2023 |
| 3 | 13 juin 2022 | Guatemala                  | Guatemala - République dominicaine | 2-0   | Ligue des nations de la CONCACAF 2022-2023 |

#### Bilan
Au 27 septembre 2022 :
- Total de matchs disputés : 2
- Victoires de la République dominicaine : 1
- Matchs nuls : 2
- Victoires du Guatemala : 2
- Total de buts marqués par la République dominicaine : 1
- Total de buts marqués par le Guatemala : 2

### Russie
|   | Date             | Lieu      | Match            | Score | Compétition |
| - | ---------------- | --------- | ---------------- | ----- | ----------- |
| 1 | 30 novembre 1990 | Guatemala | Guatemala - URSS | 0-3   | amical      |

#### Bilan
- Total de matchs disputés : 1
- Victoires de l'équipe de Russie : 1
- Victoires de l'équipe du Guatemala : 0
- Matchs nuls : 0

## S

### Saint-Vincent-et-les-Grenadines

#### Confrontations
Confrontations en matchs officiels entre Saint-Vincent-et-les-Grenadines et le Guatemala :
|   | Date             | Lieu      | Match                                       | Score | Compétition                                                      |
| - | ---------------- | --------- | ------------------------------------------- | ----- | ---------------------------------------------------------------- |
| 1 | 16 janvier 1996  | Anaheim   | Saint-Vincent-et-les-Grenadines - Guatemala | 0-3   | Gold Cup 1996 (gr. A)                                            |
| 2 | 2 septembre 2011 | Guatemala | Guatemala - Saint-Vincent-et-les-Grenadines | 4-0   | Éliminatoires de la Coupe du monde 2014 (zone CONCACAF, 2e tour) |
| 3 | 7 octobre 2011   | Kingstown | Saint-Vincent-et-les-Grenadines - Guatemala | 0-3   | Éliminatoires de la Coupe du monde 2014 (zone CONCACAF, 2e tour) |
| 4 | 17 novembre 2015 | Kingstown | Saint-Vincent-et-les-Grenadines - Guatemala | 0-4   | Éliminatoires de la Coupe du monde 2018 (zone CONCACAF, 4e tour) |
| 5 | 6 septembre 2016 | Guatemala | Guatemala - Saint-Vincent-et-les-Grenadines | 9-3   | Éliminatoires de la Coupe du monde 2018 (zone CONCACAF, 4e tour) |

#### Bilan
Au 15 août 2018 :
- Total de matchs disputés : 5
- Victoires de Saint-Vincent-et-les-Grenadines : 0
- Match nul : 0
- Victoires du Guatemala : 5
- Total de buts marqués par Saint-Vincent-et-les-Grenadines : 3
- Total de buts marqués par le Guatemala : 23

### Sainte-Lucie

#### Confrontations
Confrontations en matchs officiels entre Sainte-Lucie et le Guatemala :
|   | Date         | Lieu        | Match                    | Score | Compétition                                                       |
| - | ------------ | ----------- | ------------------------ | ----- | ----------------------------------------------------------------- |
| 1 | 14 juin 2008 | Guatemala   | Guatemala - Sainte-Lucie | 6-0   | Éliminatoires de la Coupe du monde 2010 : zone CONCACAF (2e tour) |
| 2 | 21 juin 2008 | Los Angeles | Sainte-Lucie - Guatemala | 1-3   | Éliminatoires de la Coupe du monde 2010 : zone CONCACAF (2e tour) |

#### Bilan
Au 15 août 2018 :
- Total de matchs disputés : 2
- Victoires de Sainte-Lucie : 0
- Match nul : 0
- Victoires du Guatemala : 2
- Total de buts marqués par Sainte-Lucie : 1
- Total de buts marqués par le Guatemala : 9

### Salvador

#### Confrontations
Confrontations en matchs officiels entre le Salvador et le Guatemala :
|    | Date              | Lieu           | Match                | Score           | Compétition                                                          |
| -- | ----------------- | -------------- | -------------------- | --------------- | -------------------------------------------------------------------- |
| 1  | 19 mars 1930      | La Havane      | Salvador - Guatemala | 8-2             | Jeux d'Amérique centrale et des Caraïbes de 1930 (gr. B)             |
| 2  | 3 avril 1935      | San Salvador   | Salvador - Guatemala | 6-1             | Jeux d'Amérique centrale et des Caraïbes de 1935 (tour final)        |
| 3  | 5 décembre 1943   | San Salvador   | Salvador - Guatemala | 2-2             | Coupe CCCF 1943                                                      |
| 4  | 12 décembre 1943  | San Salvador   | Salvador - Guatemala | 2-1             | Coupe CCCF 1943                                                      |
| 5  | 23 février 1946   | San José       | Guatemala - Salvador | 3-1             | Coupe CCCF 1946                                                      |
| 6  | 2 mars 1948       | Guatemala      | Guatemala - Salvador | 3-0             | Coupe CCCF 1948                                                      |
| 7  | 13 mars 1948      | Guatemala      | Guatemala - Salvador | 1-1             | Coupe CCCF 1948                                                      |
| 8  | 13 mars 1950      | Guatemala      | Guatemala - Salvador | 2-0             | Jeux d'Amérique centrale et des Caraïbes de 1950 (tour final)        |
| 9  | 2 septembre 1950  | Willemstad     | Salvador - Guatemala | 2-1             | Match amical                                                         |
| 10 | 13 mars 1953      | San José       | Guatemala - Salvador | 3-2             | Coupe CCCF 1953                                                      |
| 11 | 15 août 1955      | Tegucigalpa    | Guatemala - Salvador | 2-3             | Coupe CCCF 1955                                                      |
| 12 | 29 mars 1963      | San Salvador   | Salvador - Guatemala | 1-1             | Coupe des nations de la CONCACAF 1963 (gr. A)                        |
| 13 | 3 avril 1965      | Guatemala      | Guatemala - Salvador | 4-1             | Championnat de la CONCACAF 1965 (tour final)                         |
| 14 | 22 octobre 1967   | Guatemala      | Guatemala - Salvador | 1-0             | Match amical                                                         |
| 15 | 5 novembre 1967   | San Salvador   | Salvador - Guatemala | 1-3             | Match amical                                                         |
| 16 | 7 mai 1968        |                | Salvador - Guatemala | 3-0             | Match amical                                                         |
| 17 | 15 août 1968      |                | Salvador - Guatemala | 1-0             | Match amical                                                         |
| 18 | 3 décembre 1972   | Guatemala      | Guatemala - Salvador | 1-0             | Coupe des nations de la CONCACAF 1973 (tour préliminaire)            |
| 19 | 10 décembre 1972  | San Salvador   | Salvador - Guatemala | 0-1             | Coupe des nations de la CONCACAF 1973 (tour préliminaire)            |
| 20 | 7 juillet 1976    | Guatemala      | Guatemala - Salvador | 1-0             | Match amical                                                         |
| 21 | 3 décembre 1976   | Guatemala      | Guatemala - Salvador | 1-0             | Coupe des nations de la CONCACAF 1977 (tour préliminaire)            |
| 22 | 19 décembre 1976  | San Salvador   | Salvador - Guatemala | 2-0             | Coupe des nations de la CONCACAF 1977 (tour préliminaire)            |
| 23 | 23 octobre 1977   | Mexico         | Guatemala - Salvador | 2-2             | Coupe des nations de la CONCACAF 1977 (tour final)                   |
| 24 | 17 août 1980      | Guatemala      | Guatemala - Salvador | 1-1             | Match amical                                                         |
| 25 | 3 septembre 1980  | San Salvador   | Salvador - Guatemala | 3-2             | Match amical                                                         |
| 26 | 9 novembre 1980   | Guatemala      | Guatemala - Salvador | 0-0             | Coupe des nations de la CONCACAF 1981 (tour préliminaire)            |
| 27 | 21 décembre 1980  | San Salvador   | Salvador - Guatemala | 1-0             | Coupe des nations de la CONCACAF 1981 (tour préliminaire)            |
| 28 | 26 juillet 1983   | Los Angeles    | Salvador - Guatemala | 0-0 (tab : 4-3) | Match amical                                                         |
| 29 | 27 juin 1984      | San Salvador   | Salvador - Guatemala | 3-1             | Match amical                                                         |
| 30 | 4 décembre 1984   | Los Angeles    | Salvador - Guatemala | 2-1             | Match amical                                                         |
| 31 | 23 décembre 1984  | Guatemala      | Guatemala - Salvador | 2-0             | Match amical                                                         |
| 32 | 22 mars 1987      | Guatemala      | Guatemala - Salvador | 2-0             | Match amical                                                         |
| 33 | 7 octobre 1987    | Los Angeles    | Salvador - Guatemala | 1-0             | Match amical                                                         |
| 34 | 10 avril 1988     | San Salvador   | Salvador - Guatemala | 0-0             | Match amical                                                         |
| 35 | 21 avril 1988     | Los Angeles    | Salvador - Guatemala | 1-0             | Match amical                                                         |
| 36 | 5 août 1988       | Los Angeles    | Guatemala - Salvador | 2-1             | Match amical                                                         |
| 37 | 9 novembre 1988   | Los Angeles    | Salvador - Guatemala | 0-0             | Match amical                                                         |
| 38 | 26 mai 1991       | San José       | Guatemala - Salvador | 0-0             | Coupe UNCAF des nations 1991                                         |
| 39 | 7 décembre 1995   | San Salvador   | Salvador - Guatemala | 0-1             | Coupe UNCAF des nations 1995 (demi-finale)                           |
| 40 | 25 septembre 1996 | Los Angeles    | Salvador - Guatemala | 2-1             | Match amical                                                         |
| 41 | 13 mars 1997      | San Salvador   | Salvador - Guatemala | 0-0             | Match amical                                                         |
| 42 | 13 avril 1997     | Washington     | Salvador - Guatemala | 1-1             | Match amical                                                         |
| 43 | 23 avril 1997     | Guatemala      | Guatemala - Salvador | 1-0             | Coupe UNCAF des nations 1997 (tour final)                            |
| 44 | 24 septembre 1997 | Los Angeles    | Guatemala - Salvador | 1-0             | Match amical                                                         |
| 45 | 1er février 1998  | Los Angeles    | Salvador - Guatemala | 0-0             | Gold Cup 1998 (gr. A)                                                |
| 46 | 19 mars 1999      | San José       | Guatemala - Salvador | 1-1             | Coupe UNCAF des nations 1999 (gr. B)                                 |
| 47 | 26 mars 1999      | San José       | Guatemala - Salvador | 1-0             | Coupe UNCAF des nations 1999 (tour final)                            |
| 48 | 28 juillet 1999   | Los Angeles    | Guatemala - Salvador | 2-0             | Match amical                                                         |
| 49 | 2 avril 2000      | Guatemala      | Guatemala - Salvador | 0-1             | Qualification pour la Coupe du monde 2002 (zone CONCACAF - 1er tour) |
| 50 | 7 mai 2000        | San Salvador   | Salvador - Guatemala | 1-1             | Qualification pour la Coupe du monde 2002 (zone CONCACAF - 1er tour) |
| 51 | 7 juillet 2000    | Los Angeles    | Guatemala - Salvador | 1-0             | Match amical                                                         |
| 52 | 6 mars 2001       | Guatemala      | Guatemala - Salvador | 1-1             | Match amical                                                         |
| 53 | 30 mai 2001       | San Pedro Sula | Salvador - Guatemala | 0-0             | Coupe UNCAF des nations 2001 (tour final)                            |
| 54 | 23 janvier 2002   | Pasadena       | Guatemala - Salvador | 0-1             | Gold Cup 2002 (gr. A)                                                |
| 55 | 17 janvier 2003   | Santa Ana      | Guatemala - Salvador | 0-0             | Match amical                                                         |
| 56 | 19 janvier 2003   | Los Angeles    | Salvador - Guatemala | 0-0             | Match amical                                                         |
| 57 | 20 février 2003   | Panama         | Guatemala - Salvador | 2-0             | Coupe UNCAF des nations 2003 (tour final)                            |
| 58 | 8 juillet 2003    | Guatemala      | Guatemala - Salvador | 2-1             | Match amical                                                         |
| 59 | 31 mars 2004      | San Salvador   | Salvador - Guatemala | 0-3             | Match amical                                                         |
| 60 | 18 juillet 2004   | Los Angeles    | Guatemala - Salvador | 1-0             | Match amical                                                         |
| 61 | 6 août 2004       | Washington     | Salvador - Guatemala | 0-2             | Match amical                                                         |
| 62 | 12 février 2007   | San Salvador   | Salvador - Guatemala | 0-0             | Coupe UNCAF des nations 2007 (gr. A)                                 |
| 63 | 18 février 2007   | San Salvador   | Salvador - Guatemala | 0-1             | Coupe UNCAF des nations 2007 (match pour la 3e place)                |
| 64 | 9 juin 2007       | Carson         | Guatemala - Salvador | 1-0             | Gold Cup 2007 (gr. B)                                                |
| 65 | 30 mai 2008       | Washington     | Salvador - Guatemala | 0-0             | Match amical                                                         |
| 66 | 20 juillet 2008   | Los Angeles    | Salvador - Guatemala | 0-0             | Match amical                                                         |
| 67 | 3 mars 2010       | Los Angeles    | Guatemala - Salvador | 2-1             | Match amical                                                         |
| 68 | 7 septembre 2010  | Washington     | Guatemala - Salvador | 2-0             | Match amical                                                         |
| 69 | 11 août 2012      | Carson         | Salvador - Guatemala | 1-0             | Match amical                                                         |
| 70 | 3 septembre 2014  | Washington     | Guatemala - Salvador | 2-1             | Copa Centroamericana 2014 (finale)                                   |
| 71 | 31 mars 2015      | Carson         | Salvador - Guatemala | 0-0             | Match amical                                                         |
| 72 | 13 octobre 2015   | Los Angeles    | Salvador - Guatemala | 1-1 (tab : 4-2) | Match amical                                                         |
| 73 | 2 mars 2016       | Guatemala      | Guatemala - Salvador | 1-0             | Match amical                                                         |
| 74 | 6 mars 2019       | Los Angeles    | Salvador - Guatemala | 3-1             | Match amical                                                         |
| 75 | 11 juillet 2021   | Frisco         | Salvador - Guatemala | 2-0             | Gold Cup 2021 (gr A.)                                                |
| 76 | 24 avril 2022     | San José       | Salvador - Guatemala | 0-4             | Match amical                                                         |
| 77 | 7 septembre 2023  | Guatemala      | Guatemala - Salvador | 2-0             | Ligue des nations de la CONCACAF 2023-2024                           |

#### Bilan
Au 13 septembre 2023 :
- Total de matchs disputés : 77
- Victoires du Salvador : 19
- Matchs nuls : 22
- Victoires du Guatemala : 41
- Total de buts marqués par le Salvador : 69
- Total de buts marqués par le Guatemala : 96

### Slovaquie

#### Confrontations
Confrontations entre le Guatemala et la Slovaquie en matchs officiels :
|   | Date             | Lieu      | Match                 | Score | Compétition  |
| - | ---------------- | --------- | --------------------- | ----- | ------------ |
| 1 | 23 novembre 1999 | Guatemala | Guatemala - Slovaquie | 0-1   | Match amical |

#### Bilan
Au 15 août 2018 :
- Total de matchs disputés : 1
- Victoires de la Slovaquie : 1
- Matchs nuls : 0
- Victoires du Guatemala :0
- Total de buts marqués par la Slovaquie : 1
- Total de buts marqués par le Guatemala : 0

### Suriname

#### Confrontations
Confrontations entre le Guatemala et le Suriname en matchs officiels :
|   | Date           | Lieu       | Match                | Score | Compétition                                                       |
| - | -------------- | ---------- | -------------------- | ----- | ----------------------------------------------------------------- |
| 1 | 8 octobre 1977 | Monterrey  | Guatemala - Suriname | 3-2   | Coupe des nations de la CONCACAF 1977 (tour final)                |
| 2 | 12 juin 2004   | Paramaribo | Suriname - Guatemala | 1-1   | Éliminatoires de la Coupe du monde 2006 (zone CONCACAF - 2e tour) |
| 3 | 20 juin 2004   | Guatemala  | Guatemala - Suriname | 3-1   | Éliminatoires de la Coupe du monde 2006 (zone CONCACAF - 2e tour) |

#### Bilan
Au 15 août 2018 :
- Total de matchs disputés : 3
- Victoires du Guatemala : 2
- Matchs nuls : 1
- Victoires du Suriname : 0
- Total de buts marqués par le Guatemala : 7
- Total de buts marqués par le Suriname : 4

## T

### Trinité-et-Tobago

#### Confrontations
Confrontations en matchs officiels entre Trinité-et-Tobago et le Guatemala :
|    | Date              | Lieu           | Match                         | Score | Compétition                                                          |
| -- | ----------------- | -------------- | ----------------------------- | ----- | -------------------------------------------------------------------- |
| 1  | 19 mars 1967      | Tegucigalpa    | Guatemala - Trinité-et-Tobago | 2-0   | Coupe des nations de la CONCACAF 1967 (tour final)                   |
| 2  | 17 novembre 1968  | Guatemala      | Guatemala - Trinité-et-Tobago | 4-0   | Éliminatoires de la Coupe du monde 1970 (zone CONCACAF - 1er tour)   |
| 3  | 20 novembre 1968  | Guatemala      | Guatemala - Trinité-et-Tobago | 0-0   | Éliminatoires de la Coupe du monde 1970 (zone CONCACAF - 1er tour)   |
| 4  | 1er décembre 1969 | San José       | Guatemala - Trinité-et-Tobago | 2-0   | Championnat de la CONCACAF 1969 (tour final)                         |
| 5  | 10 décembre 1973  | Port-au-Prince | Trinité-et-Tobago - Guatemala | 1-0   | Coupe des nations de la CONCACAF 1973 (tour final)                   |
| 6  | 5 octobre 1988    | Port-d'Espagne | Trinité-et-Tobago - Guatemala | 2-2   | Match amical                                                         |
| 7  | 20 août 1989      | Guatemala      | Guatemala - Trinité-et-Tobago | 0-1   | Coupe des nations de la CONCACAF 1989 (tour final)                   |
| 8  | 3 septembre 1989  | Port-d'Espagne | Trinité-et-Tobago - Guatemala | 2-1   | Coupe des nations de la CONCACAF 1989 (tour final)                   |
| 9  | 3 juillet 1991    | Los Angeles    | Trinité-et-Tobago - Guatemala | 0-1   | Gold Cup 1991 (gr. B)                                                |
| 10 | 6 octobre 1996    | Port-d'Espagne | Trinité-et-Tobago - Guatemala | 1-1   | Éliminatoires de la Coupe du monde 1998 (zone CONCACAF - 2e tour)    |
| 11 | 8 décembre 1996   | Los Angeles    | Guatemala - Trinité-et-Tobago | 2-1   | Éliminatoires de la Coupe du monde 1998 (zone CONCACAF - 2e tour)    |
| 12 | 23 janvier 1998   | Guatemala      | Guatemala - Trinité-et-Tobago | 3-1   | Match amical                                                         |
| 13 | 15 février 2000   | Los Angeles    | Trinité-et-Tobago - Guatemala | 4-2   | Gold Cup 2000 (gr. C)                                                |
| 14 | 24 mars 2001      | Port-d'Espagne | Trinité-et-Tobago - Guatemala | 3-1   | Match amical                                                         |
| 15 | 11 août 2004      | Guatemala      | Guatemala - Trinité-et-Tobago | 4-1   | Match amical                                                         |
| 16 | 26 mars 2005      | Guatemala      | Guatemala - Trinité-et-Tobago | 5-1   | Éliminatoires de la Coupe du monde 2006 (zone CONCACAF - tour final) |
| 17 | 3 septembre 2005  | Port-d'Espagne | Trinité-et-Tobago - Guatemala | 3-2   | Éliminatoires de la Coupe du monde 2006 (zone CONCACAF - tour final) |
| 18 | 12 juin 2007      | Foxborough     | Trinité-et-Tobago - Guatemala | 1-1   | Gold Cup 2007 (gr. B)                                                |
| 19 | 6 septembre 2008  | Port-d'Espagne | Trinité-et-Tobago - Guatemala | 1-1   | Éliminatoires de la Coupe du monde 2010 : zone CONCACAF (3e tour)    |
| 20 | 11 octobre 2008   | Guatemala      | Guatemala - Trinité-et-Tobago | 0-0   | Éliminatoires de la Coupe du monde 2010 : zone CONCACAF (3e tour)    |
| 21 | 9 juillet 2015    | Chicago        | Trinité-et-Tobago - Guatemala | 3-1   | Gold Cup 2015 (gr. C)                                                |
| 22 | 13 novembre 2015  | Guatemala      | Guatemala - Trinité-et-Tobago | 1-2   | Éliminatoires de la Coupe du monde 2018 (zone CONCACAF, 4e tour)     |
| 23 | 2 septembre 2016  | Port-d'Espagne | Trinité-et-Tobago - Guatemala | 2-2   | Éliminatoires de la Coupe du monde 2018 (zone CONCACAF, 4e tour)     |

#### Bilan
Au 15 août 2018 :
- Total de matchs disputés : 23
- Victoires de Trinité-et-Tobago : 8
- Match nul : 7
- Victoires du Guatemala : 8
- Total de buts marqués par Trinité-et-Tobago : 30
- Total de buts marqués par le Guatemala : 38

## U

### Uruguay

#### Confrontations
Confrontations entre le Guatemala et l'Uruguay en matchs officiels.
|   | Date        | Lieu       | Match               | Score | Compétition  |
| - | ----------- | ---------- | ------------------- | ----- | ------------ |
| 1 | 6 juin 2015 | Montevideo | Uruguay - Guatemala | 5-1   | Match amical |

#### Bilan
Au 15 août 2018 :
- Total de matchs disputés : 1
- Victoires de l'Uruguay : 1
- Victoires du Guatemala : 0
- Matchs nuls : 0
- Total de buts marqués par l'Uruguay : 5
- Total de buts marqués par le Guatemala : 1

## V

### Venezuela

#### Confrontations
Confrontations entre le Guatemala et le Venezuela en matchs officiels :
|   | Date             | Lieu            | Match                 | Score | Compétition                                                   |
| - | ---------------- | --------------- | --------------------- | ----- | ------------------------------------------------------------- |
| 1 | 23 décembre 1946 | Barranquilla    | Venezuela - Guatemala | 3-2   | Jeux d'Amérique centrale et des Caraïbes de 1946 (tour final) |
| 2 | 27 mars 1996     | Guatemala       | Guatemala - Venezuela | 3-0   | Match amical                                                  |
| 3 | 21 décembre 2004 | Caracas         | Venezuela - Guatemala | 0-1   | Match amical                                                  |
| 4 | 15 novembre 2006 | Caracas         | Venezuela - Guatemala | 2-1   | Match amical                                                  |
| 5 | 11 février 2009  | Maturín         | Venezuela - Guatemala | 2-1   | Match amical                                                  |
| 6 | 1er juin 2011    | Guatemala       | Guatemala - Venezuela | 0-2   | Match amical                                                  |
| 7 | 2 juin 2016      | Fort Lauderdale | Guatemala - Venezuela | 1-1   | Match amical                                                  |

#### Bilan
Au 15 août 2018 :
- Total de matchs disputés : 7
- Victoires du Guatemala : 2
- Victoires du Venezuela : 4
- Matchs nuls : 1
- Total de buts marqués par le Guatemala : 9
- Total de buts marqués par le Venezuela : 10